# Prix Montyon
Le prix Montyon est un ensemble de prix créés à l'initiative de Jean-Baptiste Auget de Montyon et décernés par l'Académie française et par l'Académie des sciences.

## Histoire
Jean-Baptiste de Montyon avait fondé trois prix, tous trois appelés prix Montyon. Les deux premiers sont décernés par l'Académie française : le premier, sous la dénomination de prix de vertu, était remis à des personnes méritantes ; le second, prix pour l'ouvrage littéraire le plus utile aux mœurs, a été remis pour la première fois en 1782. Le troisième est un prix scientifique remis par l'Académie des sciences.
Le prix de Vertu a été maintes fois mentionné par Balzac dans ses romans et vivement critiqué par divers auteurs tels que Remy de Gourmont ou Charles Baudelaire en raison de l'aspect ostentatoire de la charité qu'il récompense. Baudelaire a également désapprouvé les prix attribués à ceux qui font une littérature à base de bons sentiments. Ce prix est également critiqué par Octave Mirbeau.
En 1976, le nouveau prix Montyon de littérature et de philosophie est constitué par regroupement des prix et des fondations Montyon, Louis Boudenoot, Capuran, Constant Dauguet, Dodo, Juteau-Duvigneaux, Fabien, Furtado, Marcellin Guérin, Halphen, de Jouy, Lafontaine, Louis P. Miller, Nicolas Missarel, Hélène Porgès, Saint-Cricq, Sobrier-Arnould, Paul Teissonnière et Maurice Trubert. Comme auparavant, il est destiné « aux auteurs français d’ouvrages les plus utiles aux mœurs, et recommandables par un caractère d’élévation et d’utilité morale ».

## Lauréats du prix de vertu
- 1784 : Françoise Legros, pour son rôle dans la libération de Latude
- 1820 :
  - Jean Guénisset, le modèle des bons serviteurs
  - Pierre-Alexandre Philipault, (Rennes)
- 1821 :
  - Marie-MagdeIeine Decourty, domestique
  - Antoine Bonafox, remouleur[2]
- 1822 :
  - Marie-Marguerite Petit-Jean
  - Jeanne Coillard, domestique
- 1823 :
  - Pierre-François-Joseph Bécard, domestique
  - Marie Cartier, domestique
  - la femme de Mr Jacquemin
  - Adèle Caillet, ouvrière en linge
  - Marie-Barbe Ansement
- 1824 :
  - Marie Balthasard, couturière
  - Dacheux, grand dévouement, (Dieppe)
  - Antoinette Louis, l'apprentie reconnaissante, ouvrière en linge
  - Mlle Doulcet, ouvrière en gants
- 1825 : Roch Martin
- 1826 : Célestine Détrimont[3]
- 1828 : Joseph Taine, le bon gendarme
- 1829 :
  - Louise Scheppler, la servante du pasteur Oberlin, la véritable fondatrice des salles d'asile en France
  - Reine Baubis, veuve Bordier, la mère adoptive
  - Les époux Bachelard
- 1830 :
  - Simon Albouy, tisserand[4],[5]
  - Philippe Barré, distingué pour ses multiples sauvetages[6].
  - Henriette Carden
  - Louise Nallard
  - Marguerite Favret, veuve Meyer
- 1832 :
  - Eustache, dit Belin, nègre de Saint-Domingue
  - Julie Bagot (Saint-Brieuc)
  - Pierre-Thomas-Laurent Paillette, limonadier à La Villette (Saint-Denis)
  - La veuve Vignon
- 1833 :
  - Suzanne Guiraud, l'ange des prisons
  - Mademoiselle Berteau
- 1834 :
  - Louis Pierre Jacques dit Cator Delpierre
  - Narcisse Daroux, le grenadier de la vieille garde
- 1835 :
  - Sauquet-Javelot, le bon jardinier (1763-1838) (Niort)
  - Les trois frères Conté
- 1836 :
  - Joseph-Nicolas Plège (1808-1848), le funambule bienfaisant
  - Laurent Queter, (Douai)
  - Louis-René Ménard, (Rennes)
  - Jeanne Parrelle, dévouement filial
- 1837 :
  - Anne-Marthe Langlade, dite Agnoutine[7]
  - François Burgot, le militaire en retraite
  - L'adjudant Martinel
  - Le mousse Perret
- 1838 :
  - Pierre Guillot
  - Alexandre Martin
  - La famille Grosso, (près de Dieppe)
- 1839 :
  - François Poyer, (Douai)
  - Joseph Ignace, dit Naxi
  - Françoise Olivier, la bonne fileuse
- 1840 :
  - Matthieu, dit Boisdoux, le batelier de Montereau
  - Madeleine Fort, sœur de la charité
- 1841 :
  - Simon Pierre Moëssard, acteur, pour « une longue carrière consacrée à la pratique des devoirs et des nobles actions »[8].
  - Jacques Sorbier, le garçon limonadier
  - Gabriel Bininger, officier de cavalerie
- 1844 : Louis-Émile Vanderburch, Le Panier à Salade
- 1845 : Jeanne Jugan, fondatrice des Petites Sœurs des pauvres
- 1846 : Frédéric Sion, sauveteur dunkerquois
- 1848 : - Joseph Looten, Eclusier plus de 100 personnes sauvées
- 1853 : Paul Dunez, esclave guyanais
- 1855 : Germain Marie-Anne Joséphine
- 1860 : John Bost, pasteur protestant, fondateur des asiles de La Force
- 1869 :
  - Euphrasie Coursault, lingère à Ligueil (Indre-et-Loire)
  - Pierre Guary, facteur rural à Martel (Lot)
- 1878 :  Abbé Louis Roussel, directeur de l'Orphelinat d'Auteuil[9],[10].
- 1884 : Charles Pierre Lavie
- 1886 : Jean-Baptiste Jupille, jeune berger atteint de la rage
- 1888 : Jean Delannoy, pilote et sauveteur de Calais
- 1889 : Pierre Éliopole Crouzillat (1835-1910)
- 1890 : Esprit Le Mat, sauveteur en mer
- 1892 : Paulin Enfert, fondateur des « Œuvres de La Mie de pain »
- 1896 :
  - Abbé Jean Lanusse, aumônier militaire
  - Charles Gossin, patron du canot de sauvetage en mer de Dunkerque
- 1897 : Eugénie Bonnefois  fondatrice de l'École des forains
- 1898 : Père Joseph de l’ordre des Barnabites
- 1900 : Adélaïde Obéline Tordeux assistante de vie de Philomène Malesset, organiste aveugle à Brienon-sur-Armançon (Yonne)
- 1901 : Anna Delouf, pour avoir élevé ses 11 frères et sœurs après le décès de sa mère
- 1904 : Irma Mousselet
- 1909 : Barbe Schnée
- 1910 : Catherine Pelletier, couturière à Cuiseaux (Saône et Loire)
- 1915 : Paulin Enfert, fondateur des « Œuvres de La Mie de pain »
- 1920 : Jeanne Redon jeune pêcheuse bretonne
- 1930 : Ange Le Pape
- 1932 : Armand Megglé
- 1933 : Dame Mentaz-Berton (Angèle)
- 1934 : Emma Soussial
- 1936 : Jeunesse ouvrière chrétienne pour le service jociste d'aide aux jeunes chômeurs

## Lauréats du prix littéraire

### De 1832 à 1880
- 1832 : Ferdinand Denis, Le Brahme voyageur ou la sagesse populaire de toutes les Nations
- 1835 : Alexis de Tocqueville, De la démocratie en Amérique
- 1841 : Louis Reybaud, Études sur les réformateurs ou socialistes modernes: Saint-Simon, Charles Fourier, Robert Owen[11]
- 1843 : Charles-Auguste Salmon, Conférences sur les Devoirs des Hommes
- 1847 : Louis-Marie de Cormenin, Entretiens de village
- 1863 :
  - Abbé Émile-Antoine Blampignon, Étude sur Malebranche, d'après des documents inédits, suivie d'une correspondance inédite
  - Marquis Auguste de Belloy, Théâtre complet de Térence
  - Eugénie de Guérin, Journal et Lettres
  - François de La Jugie, Traduction en vers des Psaumes d'après l'hébreu
  - Charles de Moüy, Don Carlos et Philippe II
  - Marin Ferraz, De la Psychologoie de saint Augustin
  - Paul Janet, Philosophie du bonheur
  - A. Mastier, Turgot, sa vie et sa doctrine
- 1864 :
  - Clarisse Bader, La femme dans l’Inde antique
  - Antelme Édouard Chaignet, La psychologie de Platon
  - Charles Deslys, Les récits de la grève
  - Ernestine Drouet, Caritas
  - Paul Jacquinet, Les prédications du XVIIe siècle, avant Bossuet
  - André Lemoyne, Recueil de poésie
  - Alfred Mézières, Prédécesseurs et contemporains de Shakespeare et Contemporains et successeurs de Shakespeare
- 1865 :
  - Abbé Eugène Bernard, Les voyages de saint Jérôme
  - Antoine Campaux, Les legs de Marc-Antoine
  - Elme-Marie Caro, L’idée de Dieu et ses nouveaux critiques
  - Antelme Édouard Chaignet, Mémoire no 1 avec une épigraphe d’Aristote
  - François-Joseph de Champagny, Les Antonins
  - Léon Crouslé, Lessing et le goût français en Allemagne
  - Albert Desjardins, Rien n’est beau que le vrai, le vrai seul est aimable
  - Numa Denis Fustel de Coulanges, La Cité antique
  - Constant Martha, Les moralistes sous l’Empire romain
  - Michel Masson, La Gerbée, contes à lire en famille
- 1866 :
  - Gaston Boissier, Cicéron et ses amis
  - Charles Victor Daremberg, La Médecine, Histoire et Doctrine
  - Eugène Fialon, Étude historique et littéraire sur saint Basile
  - Louis Lacroix, Dix ans d'enseignement historique à la Faculté des lettres de Nancy
  - Mme Lenorman, Quatre femmes au temps de la révolution
  - F. Magy, De la Science et de la nature
  - Eugène Manuel, Pages intimes
  - Alexis Marion, Un lexique de la langue et du style de Mme de Sévigné
  - Siméon Pécontal, La Divine Odyssée
  - Édouard Sommer, Un lexique de la langue et du style de Mme de Sévigné
  - Jules Zeller, Entretiens sur l'histoire. - Antiquité et Moyen Age; Entretiens sur l'histoire. - Moyen Age
- 1867 :
  - Émile Beaussire, La Liberté dans l'ordre intellectuel et moral
  - Joseph-Émile Belot, Histoire des chevaliers romains[12]
  - Mme Augustus Craven, Récits d'une sœur, souvenirs de famille
  - Amédée de Margerie, Théodicée, études sur Dieu, la création et la Providence
  - Eugène Gandar, Bossuet orateur, étude critique sur les sermons de la jeunesse de Bossuet
  - Auguste Geffroy, Gustave III et la cour de France
  - Octave Gréard, La morale de Plutarque
  - Jean Macé, Pierre-Jules Stahl alias Pierre-Jules Hetzel et Jules Verne, Magasin d'éducation et de récréation
- 1868 :
  - Louis Audiat, Bernard Palissy, étude sur sa Vie et ses Œuvres
  - Abbé Bareille, Homélies de Saint Jean Chrysostome, sur la sédition et l'amnistie d'Anthioche
  - Alfred Bonneau, Madame Beauharnais-Miramion, sa vie et ses œuvres charitables
  - Gustave Hubault et Émile Marguerin, Les Grandes Époques de la France
  - Alfred Mézières, Pétrarque
  - Jean Millet, Histoire de Descartes avant 1637
  - Alfred Nettement, De la seconde éducation des filles
  - Georges Perrot, Essais sur le droit public et privé de la république athénienne
  - André Theuriet, Le chemin des bois
- 1869 :
  - Zulma Carraud, Les veillées de maître Patrigeon, entretiens familiers
  - Anatole de Ségur, Sainte Cécile
  - Henriette Guizot de Witt, Scènes d'histoire de familles[13]
  - Marin Ferraz, La Philosophie du devoir, ou Principes fondamentaux de la morale
  - Jules Girard, Le sentiment religieux en Grèce, d’Homère à Eschyle
  - François Lenormant, Manuel d’histoire ancienne de l’Orient jusqu’aux guerres médiques
  - Thomas-Henri Martin, Galilée, les droits de la science et la méthode des sciences physiques
  - P. J. Stahl, Morale familière[14]
- 1870 :
  - Charles Aubertin, Sénèque et Saint Paul. Étude critique sur les rapports supposés entre le philosophe et l’apôtre
  - Eugène Daumas, La vie arabe et la société musulmane
  - Comtesse Hélène de Barberey, Élizabeth Seton et les commencements de l’Église catholique aux États-Unis
  - Charles Deslys, L’ami du village
  - Octave Ducros, Nouvelles poésies
  - Alphonse Feillet, La misère au temps de la Fronde et Saint Vincent de Paul
  - S. Hüel, Les maternelles[14]
  - Henri Joly, L’instinct, ses rapports avec la vie et l’intelligence
  - Charles-Auguste Salmon, Conférences sur les devoirs des hommes, adressées aux élèves d’une école normale primaire, et à ceux d’une école primaire supérieure
  - Louis Théron de Montaugé, L’agriculture et les classes rurales dans le pays toulousain depuis le milieu du XVIIIe siècle
- 1871 :
  - Paul Albert, Histoire de la littérature romaine
  - G. Bruno, Francinet. Principes généraux de la morale, de l’industrie, du commerce et de l’agriculture
  - Arthur-Léon Imbert de Saint-Amand, L’abbé Deguerry, curé de la Madeleine
  - Albert Delpit, L’invasion[15]
  - Henry Faure, Antoine de Laval et les écrivains bourbonnais de son temps
  - Marie Guerrier de Haupt, Marthe
  - Léon Ollé-Laprune, La philosophie de Malebranche
  - Jean Rambosson, Les lois de la vie et l’art de prolonger ses jours
- 1872 :
  - Clarisse Bader, La femme grecque
  - François Coppée, Les Humbles
  - Mme Augustus Craven, Fleurange
  - Mathias Hémardinquer, La Cyropédie, essai sur les idées morales et politiques de Xénophon
  - Eugène Manuel, Poèmes populaires
  - Alfred Riquier, Cours complet d’instruction élémentaire, à l’usage de la jeunesse, dans les colléges et les institutions de jeunes personnes
  - Charles Rozan, La Bonté
  - Jules Verne, Cinq semaines en ballon. Voyage au centre de la terre. Vingt-mille lieues sous les mers. De la terre à la lune. Autour de la lune
- 1873 :
  - Mme E. Barutel, Fleur d’été
  - Maurice Block, Petit manuel d’Économie politique
  - Victor Cucheval, Histoire de l’éloquence latine avant Cicéron, d’après les notes de feu Adolphe Berger
  - Ludovic de Beauvoir, Voyage autour du monde
  - Paul Déroulède, Chants du soldat
  - Julien Duchesne, Histoire des poèmes épiques français du XVIIe siècle
  - Zénaïde Fleuriot, Aigles et Colombes[16].
  - Édouard Fournier, Le théâtre français avant la Renaissance. Le théâtre français aux XVIe et XVIIe siècles. La farce de maître Pathelin
  - Eugène Muller, Récits champêtres
  - Abbé Jean Baptiste Tounissoux, Bourgeois et ouvriers
- 1874 :
  - Jean Aicard, Poèmes de Provence
  - Lucie Boissonnas, Une famille pendant la guerre (1870-1871)
  - Madeleine Boutron, Mademoiselle de Scudéry, sa vie et sa correspondance, avec un choix de ses poésies
  - Gabriel Compayré, La philosophie de David Hume
  - Alfred Croiset, Xénophon, son caractère et son talent. Étude morale et littéraire
  - Marie Edmée, Histoire de notre petite sœur Jeanne d’Arc
  - Auguste Eschenauer, La Morale universelle
  - Théodore Froment, Rêves et Devoirs[17]
  - Jules Girardin, Les braves gens
  - Edme-Jacques-Benoît Rathery, Mademoiselle de Scudéry, sa vie et sa correspondance, avec un choix de ses poésies
  - François Édouard Raynal, Les Naufragés, ou vingt-mois sur un récif des îles Aukland
- 1875 :
  - Joséphine Colomb, La fille de Carilès
  - Maurice Croiset, Des idées morales dans l’éloquence politique de Démosthène
  - Félix Deltour, Principes de composition et de style
  - Gaston Feugère, Érasme : étude sur sa vie et ses ouvrages
  - Paul-Gabriel d'Haussonville, Les établissements pénitentiaires en France et aux colonies
  - Hippolyte Matabon, Après la journée
  - Gustave Merlet, Origines de la littérature française du IXe au XVIIe siècle
  - Albéric Second, Les demoiselles du Ronçay
  - P. J. Stahl, Histoire d’un âne et de deux jeunes filles[18].
  - René Vallery-Radot, Journal d’un volontaire d’un an au 10e de ligne
- 1876 :
  - Jean Aicard, La chanson de l’enfant
  - Ludovic Carrau, La morale utilitaire
  - Hector de Saint Maur, Le dernier chant (1855-1875)
  - Eugène de Valbezen, Les Anglais et l’Inde
  - Albert Dupaigne, Les Montagnes
  - Émile Dupré-Lasale, Michel de l’Hospital (1505-1558)
  - Albert Franklin, Ameline du Bourg
  - Pierre-Jules Hetzel alias Pierre-Jules Stahl, d'après Mary Mapes Dodge, Les Patins d'argent[19]
- 1877 :
  - Paul Allard, Les esclaves chrétiens
  - Louise Bertin, Nouvelles glanes
  - Lucien Biart, À travers l’Amérique
  - René Kerviler, La Bretagne à l’Académie française
  - Henri de Parville, Causeries scientifiques
  - Marin Ferraz, Études sur la philosophie en France au XIXe siècle
  - Jules Francisque Gérard, La philosophie de Maine de Biran
  - Charles Lenthéric, Les villes mortes du golfe de Lyon
  - François Sauvage, Pensées morales et littéraires
- 1878 :
  - Prosper Blanchemain, Poèmes et poésies
  - Auguste Bougot, Essai sur la critique d’art
  - Charles-Albert Costa de Beauregard, Un homme d’autrefois
  - Charles de Bonnechose, Montcalm et le Canada français
  - Lucien Dubois, Le Pôle et l’Équateur
  - Charles Henri Durier, Le Mont-Blanc
  - Émile Gossot, Mademoiselle Sauvan
  - Henry Gréville, Dosia
  - Gustave Le Vavasseur, Dans les herbages
  - Octave Noël, Autour du foyer
  - Arthur Rhoné, L’Égypte à petites journées
- 1879 :
  - Alfred Bonneau-Avenant, La duchesse d’Aiguillon
  - Gabriel Compayré, Histoire critique des doctrines de l’éducation en France depuis le XVIe siècle
  - Alphonse Dantier, Les femmes dans la société chrétienne
  - Frédéric Godefroy, La mission de Jeanne d’Arc
  - Hector Malot, Sans famille
  - Georges Michel, Histoire de Vauban
  - Lucien Paté, Poésies
  - Louis Simonin, Les grands ports de commerce de la France, L’Or et l’Argent et Le monde américain
  - P. J. Stahl, Maroussia, d’après une légende de Marko Vovtchok[18]
- 1880 :
  - Émile Desbeaux, Le Jardin de Mademoiselle Jeanne
  - Emmanuel-Orentin Douen, Les premiers pasteurs du désert (1685-1700)
  - Charles-Edmond Chojecki, Zéphirin Cazavan en Égypte
  - Camille Flammarion, Astronomie populaire
  - Louis-Honoré Fréchette, Les fleurs boréales, Les oiseaux de neige et Poésies canadiennes
  - Maurice Jean Auguste Girard, Les métamorphoses des insectes
  - Jules Gourdault, La Suisse
  - Félix Hément, De l’instinct et de l’intelligence
  - Camille Le Senne, Les mémoires de Cendrillon
  - Louis Legrand, Le mariage et les mœurs en France
  - Edmond Auguste Texier, Les mémoires de Cendrillon

### De 1881 à 1899
- 1881 :
  - Albert Babeau, La ville sous l’ancien régime
  - Élie Berthet, Les petites écolières dans les cinq parties du monde
  - Paul Bourde, À travers l’Algérie
  - Jules Breton, Jeanne
  - Prosper Chazel, Histoire d’un forestier
  - Alfred Croiset, La poésie de Pindare et les lois du lyrisme grec
  - Charles de Pomairols, Rêves et pensées
  - Jules Girardin, Grand-père
  - Fernand Labour, M. de Montyon
  - Jules Pizzetta, Plantes et bêtes, causeries familières sur l’histoire naturelle
  - Arthur Tailhand, Poésies paternelles
  - René Vallery-Radot, L’étudiant d’aujourd’hui
- 1882 :
  - Auguste Dorchain, La Jeunesse pensive
  - Albert Duruy, L'Instruction publique et la Révolution
  - Anatole France, Le Crime de Sylvestre Bonnard
  - Raoul Frary, Le Péril national
  - Victor Guérin, La Terre sainte
  - Henri Thomas Lafontaine, pseudonyme d'Henri Thomas, sociétaire de la Comédie-Française, Petites Misères
  - Frédéric Masson, Le marquis de Grignan
  - Léon Ollé-Laprune, De la certitude morale
- 1883 :
  - Charles Bigot, Le petit Français
  - Jules Comte, Bibliothèque de l’enseignement des Beaux-Arts
  - Maurice Croiset, Essai sur la vie et les œuvres de Lucien
  - Léon de la Brière, Madame de Sévigné en Bretagne
  - Marie Robert Halt, Histoire d’un petit homme
  - Émile Krantz, Essai sur l’esthétique de Descartes
  - Gustave Larroumet, Marivaux, sa vie et ses œuvres
  - Gaston Lavalley, Les grands cœurs, biographies et récits
  - Stéphen Liégeard, Les grands cœurs
  - Jeanne Loiseau, pour son premier recueil de poésies Fleurs d'avril et pour son premier roman Le Mariage de Gabrielle
  - Gaston Tissandier, Les récréations scientifiques
  - Valentine Vattier d'Ambroyse, Le roman d’une sœur, six orphelins
  - Auguste Vitu, La Maison de Molière
  - Henri Welschinger, La censure sous le premier Empire
- 1884 :
  - Arthur Chuquet, Le général Chanzy (1823-1883)
  - Edmond Cotteau, Un touriste dans l’Extrême-Orient. De Paris au Japon
  - Paul de Raynal, Les correspondants de J. Joubert (1785-1822)
  - Paul Droz, Lettres d’un dragon
  - Augustin Filon, Histoire de la littérature anglaise, depuis ses origines jusqu’à nos jours
  - Victor Guérin, La Terre sainte
  - René Lavollée, Les classes ouvrières en Europe. Études sur leur situation matérielle et morale
  - Georges Leygues, La lyre d’airain
  - M. Maryan, L’erreur d’Isabelle
  - Louis Philbert, Le Rire. Essai littéraire, moral et philosophique
  - Abbé Augustin Sicard, L’éducation morale et civique avant et pendant la Révolution
  - Xavier Thiriat, Journal d’un solitaire et voyage à la Schlucht par Gérardmer, Longemer et Retournemer
- 1885 :
  - Thérèse Bentzon, Tony
  - Vicomte Guy de Brémond d'Ars, Jean de Vivonne
  - Léon de Tinseau, La meilleure part
  - Émile Desbeaux, Les projets de Mademoiselle Marcelle et les étonnements de M. Robert
  - Ernest Dupuy, Les Parques
  - Alfred-Auguste Ernouf, Les grands inventeurs français
  - Louis Figuier, Les nouvelles conquêtes de la science
  - Georges Jeannerod, La puissance française
  - Mathurin Le Gal Lasalle, L’héritage de Jacques Farruel
  - Augustin Pellissier, Les grandes leçons de l’antiquité chrétienne
  - Élie Rabier, Leçons de philosophie
  - Mme Jules Samson, Une éducation dans la famille
- 1886
  - Léon Allard, Les vies muettes
  - Joachim Ambert, Gaulois et Germains, récits militaires en quatre tomes (1883-1885)
  - Jeanne Cazin, L’enfant des Alpes
  - Mme François Julliot, Terre de France
  - Edmond de Mandat-Grancey, Dans les Montagnes Rocheuses
  - Auguste Dorchain, Conte d’Avril
  - Émile Ganneron, L’amiral Courbet
  - Adèle Gennevraye, Trop riche
  - Louis Legendre, Cynthia (comédie en un acte, en vers)
  - Joseph-Élie Méric, Histoire de M. Emery et de l’Église de France pendant la Révolution
  - Louis Morin, Le cabaret du puits-sans-vin
  - Léon Roches, Trente-deux ans à travers l’Islam (1832-1864)
  - Joseph Roux, Pensées
  - Gabriel Séailles, Essai sur le génie dans l’art
- 1887 :
  - Denys Cochin, L’évolution et la vie
  - Jane Dieulafoy, La Perse, la Chaldée et la Susiane
  - Marie-Célestine Amélie d'Armaillé, Madame Élisabeth, sœur de Louis XVI
  - François Fabié, La poésie des bêtes
  - Émile Faguet, Études littéraires sur le XIXe siècle
  - Émile Gossot, Madeleine
  - Adolphe Guillot, Paris qui souffre
  - Paul Harel, Aux champs
  - Xavier Mossmann, Vie de F. Engel-Dollfus
  - Adolphe Racot, La Brèche aux loups
  - M. Saint-Juirs, Madame Bourette
- 1888 :
  - Jean Barancy, La folle de Virmont
  - Élie Berthet, L'Expérience du grand-papa
  - Charles Bigot, La tâche du petit Pierre
  - Marc-Joseph-Edgard Bourdon de Vatry, La théorie de la grande guerre, d’après le grand ouvrage de M. le général de Clausewitz
  - Mme Antony Calmon, Cœurs droits
  - Albert Davin, 50,000 milles dans l’océan Pacifique
  - Wilfrid de Fonvielle, La mesure du mètre
  - Roger de Nanteuil, L’aveu suprême
  - Gustave Derennes, Cœurs héroïques
  - Ernest d'Hervilly, Aventures d’un petit garçon préhistorique en France
  - Gustave Lanson, Nivelle de la Chaussée et la comédie larmoyante
  - Gabriel Marc, Liaudette
  - Marcel Monnier, Les Îles Hawaï
  - Claire Julie de Nanteuil, Capitaine[20].
  - Mme Jules Samson, La vie d’une femme du monde
  - Jacques-Vincent, Vaillante, ce que femme veut
- 1889 :
  - René Bazin, Une tache d’encre
  - Ernest Bertin, Études sur la société française
  - Henri Bouchot, Contes francs-comtois
  - François Bouquet, Points obscurs et nouveaux de la vie de Corneille
  - Fernand Calmettes, Brave fille
  - Charles Canivet, Contes de la mer et des grèves
  - Léonce Curnier, La Jeunesse de Frédéric Ozanam
  - Maurice de La Sizeranne, Les Aveugles, par un aveugle
  - Charles de Varigny, L’Océan Pacifique
  - Henriette Guizot de Witt, Les Femmes dans l'histoire[13]
  - Victor du Bled, Les Causeurs de la Révolution
  - Paul Gaulot, Un complot sous la Terreur
  - Charles Grad, L’Alsace, le pays et ses habitants
  - Étienne Hulot, De l’Atlantique au pacifique
  - Abbé Paul Lallemand, Histoire de l’éducation dans l’ancien Oratoire de France
  - Georges Lyon, L’Idéalisme en Angleterre au XVIIIe siècle
  - Eugène Muller, Nizelle
  - Paul Perret, Après le crime
  - Narcisse Quellien, Chansons et danses des Bretons
  - Émile Richebourg, Le million du Père Raclot
  - Charles Rozan, Petites ignorances historiques et littéraires
  - René Vallery-Radot, Madame de Sévigné
  - Valentine Vattier d'Ambroyse, Le roman d’une sœur, six orphelins
- 1890 :
  - Brada, Madame d’Épone
  - William Busnach, Le petit gosse
  - Mme Gustave Crauk, Antoine Brasseur
  - Jean Dargène, Le feu à Formose
  - Albert David-Sauvageot, Le réalisme et le naturalisme dans la littérature et dans l’art
  - Jean de La Brète, Mon oncle et mon curé[21]
  - Mlle H. de Leymont, Mme de Sainte-Beuve et les Ursulines de Paris (1562-1630)
  - Charles de Pomairols, Lamartine, étude de morale et d’esthétique
  - Victor Fournel, La confession d’un père
  - Bertha Galeron de Calonne, Dans ma nuit
  - Adèle Gennevraye, Le marchand d’allumettes
  - Paul Girard, L'éducation athénienne au Ve et au IVe siècle avant J.-C
  - Georges Lacour-Gayet, Antonin le Pieux et son temps (138-161)
  - Henri Marchand, Tu seras agriculteur
  - Amélie Mesureur, Histoire d’un enfant de Paris (1870-1871)
  - Marcel Monnier, Des Andes au Para
  - Claire Julie de Nanteuil, L’épave mystérieuse[20].
  - Abbé Léopold Pauthe, Madame de La Vallière
  - Marguerite Poradowska, Demoiselle Micia
  - Gustave Toudouze, Péri en mer
  - Auguste Vitu, Paris
- 1891 :
  - Yetta Blaze de Bury, Un divorce royal : Anne Boleyn
  - Jeanne Cazin, La robe maudite
  - Mme Chéron de La Bruyère, Princesse Rosalba
  - Comte Jean de Pontevès de Sabran, Notes de voyages d’un hussard : un raid en Asie
  - Charles Diehl, Excursions archéologiques en Grèce
  - Charles-Edmond Chojecki, Paul Rochebert
  - Joseph Gallieni, Deux campagnes au Soudan français (1886-1888)
  - André Le Breton, Le roman au XVIIe siècle
  - Abbé Joseph Lebarq, Histoire critique de la prédication de Bossuet
  - Léon Lefébure, Le devoir social
  - Louis Nemours-Godré, O’Connel
  - Lieutenant Gustave Louis Eugène Piéron, Histoire d’un régiment : la 32e demi-brigade
  - Jean Rameau, Moune
  - Eugène Rigal, Alexandre Hardy et le théâtre français à la fin du XVIe siècle
  - Samuel Rocheblave, Essai sur le comte de Caylus
- 1892 :
  - Maurice Albert, La littérature française sous la Révolution, l'Empire et la Restauration (1789-1830)
  - Louis Barron, Les fleuves de France et Autour de Paris
  - Thérèse Bentzon, Constance
  - Louis-Gustave Binger, Du Niger au golfe de Guinée par le Pays de Kong et le Mossi
  - Gabriel Bonvalot, De Paris au Tonkin, à travers le Tibet inconnu
  - Henri-Louis Bouquet, L’ancien collège d’Harcourt et le lycée Saint-Louis
  - Xavier Brau de Saint Pol Lias, Ayora
  - Charles Canivet, Enfants de la mer
  - Léo Claretie, Lesage romancier
  - Mary Darmesteter également appelée Mary Duclaux, Marguerites du temps passé
  - Marc de Chandplaix, Le fond d’un cœur
  - Henriette Guizot de Witt, La Charité en France[13]
  - Amédée Delorme, Journal d’un sous-officier
  - Mary Floran, Un an d’épreuve
  - Alfred Franklin, Écoles et collèges
  - Henri-Nicolas Frey, Pirates et rebelles au Tonkin
  - Octave Lacroix, Quelques maîtres étrangers et français
  - Max Leclerc, Choses d’Amérique
  - Pierre de Nolhac, La reine Marie-Antoinette
  - Henri Rollet et Guy Tomel, Les enfants en prison
  - Jeanne Schultz, La neuvaine de Colette
  - Charles Wagner, Jeunesse
- 1893 :
  - Henri Allais, Adieu Jean
  - Frédéric Bataille, Les fables de l’école et de la jeunesse
  - René Bazin, Sicile, croquis italiens
  - Émile Chabrand, De Barcelonette au Mexique
  - Aristide Couteaux, Chez les bêtes
  - Charles de Berkeley, Le journal de Mlle de Sommers
  - Charles de Varigny, Nouvelle géographie moderne
  - Abbé Louis-Clodomir Delfour, La Bible dans Racine
  - Gaston Deschamps, La Grèce d’aujourd’hui
  - Frédéric Dillaye, Les étapes du cirque Zoulof
  - Baronne Marie Double, Josette
  - Ferdinand Dreyfus, L’arbitrage international
  - Gabriel Franay, pseudonyme de Mme Louis Quioc, Mon chevalier, illustré par Ruty[22]
  - Camille Jullian, Gallia
  - Charles Le Goffic, Le crucifié de Kéraliès
  - Louis Mainard, L’héritage de Marie-Noël
  - Eugène Mouton, Aventures et mésaventures de Joël Kerbabu
  - Alfred Rébelliau, Bossuet, historien du protestantisme
  - Charles Richet, Pour les grands et pour les petits
  - Mary Summer, Les aventures de la princesse Soundari
  - A. Verley, Une perfection
  - Maurice-Henri Weil, La campagne de 1814
- 1894 :
  - Victor-Eugène Ardouin-Dumazet, Voyage en France
  - Marguerite Belin, L’oncle Chambrun
  - Victor Bérard, La Turquie et l’Hellénisme contemporain
  - Henry Bérenger, L’Effort
  - Jean Bertheroy, Ximénès
  - Edmond Biré, Études et Portraits
  - Léon Cahun, Hassan le Janissaire (1516)
  - Cat (alias Anna Garreau et Mlle Louis Ferrol), Au sortir du couvent
  - Marianne Damad, Une jeune fille
  - Baronne Christian de Baulny, Sans lendemain
  - François Descostes, Joseph de Maistre
  - René Doumic, De Scribe à Ibsen
  - Charles Gailly de Taurines, La nation canadienne
  - Albert Laurent, Les prisons du vieux Paris
  - Eugène Lintilhac, Lesage
  - Maurice Loir, La marine royale en 1789
  - Patrice Mahon alias Art Roë, Pingot et moi
  - Hector Malot, En famille
  - Charles Marelle, Variétés littéraires et cætera
  - Marie Miallier, Louise et Louisette
  - Abbé Gustave Monteuuis, L’âme d’un missionnaire
  - Eugène Muller, Les enfants de Grand-Pierre
  - Yann Nibor, Chansons et récits de mer
  - Alfred Nicolas Rambaud, L’anneau de César
  - Gustave Reynier, Thomas Corneille
  - Jean Rolland, L’oncle Chambrun. Entre fauves
  - Jules Rolland, Le saut du loup
- 1895 :
  - Adolphe Aderer, Pour une rose
  - Jean Breton, Notes d’un étudiant français en Allemagne
  - Léon Brunschvicg, Cambronne, sa vie civile, publique et militaire
  - Jean Carol, Sœur Jeanne
  - Mme Chéron de La Bruyère, L’orgueil des Moustrey
  - Léon Crouslé, Fénelon et Bossuet
  - Jean de La Brète, Un vaincu[21]
  - Jean de La Bretonnière, Zozo
  - François Deschamps, Jacques Germain
  - M. du Campfranc, Toit de chaume
  - Maurice Girod de l'Ain, Grands artilleurs. Drouet, Sénarmont, Eblé
  - Amédée Hauvette, Hérodote, historien des guerres médiques
  - Anatole Le Braz, La légende de la mort en Basse Bretagne
  - Yves Le Querdec, Lettres d’un curé de campagne
  - Fernand Maury, Étude sur la vie et les œuvres de Bernardin de Saint-Pierre
  - Gabriel Monod, Renan. Taine. Michelet
  - Édouard Noël, Les Cent Jours (1815)
  - Louis Paulian, Paris qui mendie
  - Marcellin Pellet, Naples contemporaine
  - Marie Étienne Péroz, Au Soudan français
  - I.-A. Rayeur, La Trouée des Ardennes
  - Abbé H. Simard, Saint Vincent de Paul et ses œuvres à Marseille
  - Émile Simond, Le capitaine la Tour d’Auvergne
  - Louis-Hippolyte Tranchau, Le collège et le lycée d’Orléans (1762-1892)
- 1896 :
  - Roger Allou, Grands avocats du siècle
  - Léon Barracand, L’Adoration
  - Georges Beaume, Les Vendanges
  - Henry Bérenger, L’aristocratie intellectuelle
  - Émile Bertin, Les grandes guerres civiles du Japon (1156-1392)
  - Léon Cahun, Introduction à l’histoire de l’Asie. Turcs et Mongols, des origines à 1405
  - Guy Chantepleure, Ma conscience en robe rose
  - Charles Chenu, Grands avocats du siècle
  - Jean Cruppi, Un avocat journaliste au XVIIIe siècle, Linguet
  - Émile Driant alias Capitaine Danrit, La guerre de forteresse
  - Paul Duproix, Kant et Fichte et le problème de l’éducation
  - Jacques Fernay, Grand’mère et bonne-maman
  - Robert de Flers, Vers l’Orient
  - Émile Grucker, Lessing
  - Norbert Lallié, Choses de Russie
  - Jules Legras, Au pays russe
  - Marguerite Levray, Mlle de la Guettière
  - Parfait-Louis Monteil, De Saint-Louis à Tripoli par le lac Tchad
  - Léon Morel, James Thomson, sa vie et ses œuvres
  - Clodius Piat, La Liberté
  - Jean Psichari, Autour de la Grèce
  - Jean Rolland, Sous les galons
  - Raymond Thamin, Saint Ambroise et la morale chrétienne au IVe siècle
  - Elphège Vacandard, Vie de Saint Bernard, abbé de Clairvaux[23]
  - Gaston Vuillier, La Sicile
- 1897
  - Jean Ajalbert, L’Auvergne
  - Thérèse Bentzon, Les Américaines chez elles
  - René Bittard des Portes, L’armée de Condé pendant la Révolution française (1791-1801)
  - Édouard Céalis, De Sousse à Gafsa
  - Charles Cerf (d) , Le Livre d’or du diocèse de Reims (1870-1871)
  - Albert Cim, Grand-mère et petit-fils
  - Georges de Lys, Officier et soldat
  - Marquis Fernand Bernard de Sassenay, Les derniers mois de Murat
  - Charles Diguet, Nos amis les bêtes
  - Félix Dubois, Tombouctou la mystérieuse
  - Eugène d'Eichthal, Alexis de Tocqueville
  - Alphonse Favier, Péking
  - Louis Féron, Histoire du corps des Gardiens de la Paix
  - Jeanne Paul-Ferrier, Ninette Buraton
  - Édouard Foà, Du Cap au lac Nyassa
  - Juliette Heuzey, Les actes de Diotime, de Jules-Philippe Heuzey
  - Ignác Kont, La Hongrie littéraire et scientifique
  - Henry Lapauze, De Paris au Volga
  - Mme Lescot, Un peu, beaucoup, passionnément
  - Henri Lion, Les tragédies et les théories dramatiques de Voltaire
  - Auguste Marguillier, À travers le SalzKammergut
  - Paul Marmottan, Le royaume d’Étrurie (1801-1807)
  - Alfred Masson-Forestier, Remords d’avocat
  - Alfred Poizat, Avila des Saints
  - Alfred Rey, Histoire du corps des Gardiens de la Paix
  - Abbé Julius Schall, Adolphe Baudon (1819-1888)
  - Jean Sigaux, Au printemps de la vie
  - Edmond Thiaudière, La soif du juste
  - Georges Weill, L’École Saint-Simonienne
- 1898 :
  - Gaston Armelin, Le livre d’or de 1870
  - André Bellessort, La jeune Amérique : Chili et Bolivie
  - Charles Bocher, Lettres et récits militaires. Afrique et armée d’Orient
  - Étienne Charavay, Le général La Fayette (1757-1834)
  - Louis Collas, Les grands dévouements (1870-1871)
  - Marie-Anne de Bovet, Le beau Fernand
  - Marquis Antoine de La Mazelière, Moines et ascètes indiens
  - Henri Roger de Beauvoir, La légion étrangère
  - Charles-Marc Des Granges, Geffroy et la critique dramatique sous le Consulat et l’Empire (1800-1814)
  - Henri d'Orléans, Du Tonkin aux Indes (1895-1896)
  - Mary Floran, Orgueil vaincu
  - Charles Foleÿ, Jolies âmes
  - Gustave Fraipont, Le Jura et le pays franc-comtois
  - Louis Gallet, Impressions d’un hospitalier. Guerre et Commune (1870-1871)
  - Paul Ginisty, De Paris au Cap Nord
  - André Godard, Brigandes
  - Émile Auguste Léon Hourst, Sur le Niger et au pays des Touaregs
  - Paul Lapie, Les civilisations tunisiennes
  - Anatole Le Braz, Pâques d’Islande
  - Pierre Leroy-Beaulieu, Les nouvelles sociétés anglo-saxonnes
  - R.P. Georges Longhaye, Histoire de la littérature française au XVIIe siècle
  - Auguste Marin, La belle d’août
  - André Maurel, Les justes noces
  - Pol Neveux, Golo
  - Léon Pineau, Les vieux chants populaires scandinaves
  - Narcisse Quellien, Breiz-Bretagne. Poésies bretonnes
  - Daniel Riche, Le charme d’amour
  - Émile Richebourg, Les grands dévouements (1870-1871)
  - Pierre de Ségur, Le royaume de la rue Saint-Honoré, Madame Geoffrin et sa fille
  - Jean Tholer, Devant le bonheur
  - Joseph Vianey, Mathurin Régnier
  - Mme C. Vray, Mes campagnes, par une femme. Autour de Madagascar
- 1899 :
  - Adolphe Aderer, Le Vœu
  - Léon Berthaut, Quand même ! (1870-1871)
  - Théodore Botrel, Chansons de chez nous
  - Marcel Charlot, Paysages et paysans
  - Pierre Clésio, Mariage de raison
  - Comte Auguste de Chabot, La chasse à travers les âges
  - Pierre de Coulevain, pseudonyme de Jeanne Philomène Laperche, Noblesse américaine
  - Comtesse Diane, Les glanes de la vie
  - Jean Dornis, La poésie italienne contemporaine
  - Émile Duboc, 35 mois de campagne en Chine, au Tonkin
  - Édouard Gachot, La deuxième campagne d’Italie (1800)
  - Henri Galli, Expédition de Madagascar, carnet de campagne du Lieutenant-Colonel Lentonnet
  - Alfred Gassier, Le théâtre espagnol : San Gil de Portugal de Moreto
  - Eugène Guénin, Histoire de la colonisation française. La Nouvelle France
  - Edouard Guillaumet, Tableaux soudanais
  - Jean Hesse, L’âme nègre
  - Louis d'Hurcourt, Le sabre du notaire
  - Paul Lancrenon, De la Seine à la Volga
  - Adrien Launay, Histoire des missions de l’Inde. Pondichéry, Maïssour, Coïnbatour
  - Pierre Le Rohu, Veillées brunes
  - André Lichtenberger, Mon Petit Trott[24]
  - Emmanuel Martin, La gendarmerie française en Espagne et au Portugal (campagnes de 1807 à 1814)
  - Eugène Muller, Le chef-d’œuvre du père Victor
  - Édouard Petit, Chez les étudiants populaires
  - Mary Summer, Quelques salons de Paris au XVIIIe siècle
  - Eugène Titeux, Saint-Cyr et l’École spéciale militaire en France
  - Georges Joseph Toutée, Dahomey-Niger-Touareg. Du Dahomey au Sahara. La Nature et l’Homme
  - Paul Triaire, Récamier et ses contemporains (1774-1852)
  - Comte Henri Vigier, Davout, maréchal d’Empire (1770-1823)
  - Joseph Wirth, Les gloires militaires de l’Alsace

### De 1930 à 1999
- 1930 :
  - Augustin Auffray, Le bienheureux Dom Bosco
  - Charles Badin, Tetus Paillade le muletier
  - Roger Chauviré, L’incantation
  - Jeanne Danemarie, La petite main rouge
  - Gaston Delayen, M. Tullius Ciceron
  - René Dollot, Les journées adriatiques de Stendhal
  - Joseph Durieux, Le Ministre Pierre Magne
  - Mathéa Gaudry, La femme Chaouia de l’Aurès
  - Hector Genouy, L’élément pastoral dans la pensée narrative et le drame en Angleterre. L’Arcadie de Sydney dans ses rapports avec l’Arcadie de Sannazaro
  - René Gillouin, Le destin de l’Occident
  - Saïd Guennoun, La Montagne berbère
  - Louis Lacroix, Jean Veber
  - Fénelon François Germain Passaga, Verdun dans la tourmente
  - Maurice Quatrelles L'Epine, Le maréchal de Saint-Arnaud
  - Théodore Quoniam, De la Sainteté de Péguy
  - André Roujon, Pensées d’aveugle
  - Le mime Séverin, L’homme blanc
- 1931 :
  - Serge Barranx, La Nore
  - Fernand Brisset, Laure et Pétrarque
  - Jacques Carton, Aït Lila
  - Élisabeth Charles, Journal d’une mère de famille
  - Serge de Chessin, La nuit qui vient de l’Orient
  - Chanoine Charles Cordonnier, La comtesse de Ségur
  - René de Beauvais, Louis Delaporte
  - Mesdemoiselles H. de Golesco et Augustine de Weisme, Adélaïde de Bourbon Penthièvre, duchesse d’Orléans
  - Edmond de Laheudrie, Histoire du Bessin
  - Julie de Mestral-Combremont, Vinet
  - G. de Raulin, Aventures d’un enfant trouvé
  - Étienne Dennery, Foules d’Asie
  - Auguste Diès, Platon
  - Dr Charles Fauchon, Sociétés savantes orléanaises des XVIIe et XVIIIe siècles
  - Camille Hémon, Essai sur la philosophie des mœurs
  - Félix Hory, Le bois vert
  - Aimé Lefort, Histoire de la Ferrière d’Anjou
  - Émile Lesueur, Le Prince de la Tour d’Auvergne et le secret de l’Impératrice
  - Alexandre Masseron, Aux saints d’autrefois pour les hommes d’aujourd’hui
  - Pierre Mayeur, Un navire s’éloigne
  - Régis Michaud, La vie inspirée d’Emerson
  - Edward Montier, Nos classiques chez eux
  - Albert Mousset, Les Francines
  - Henri Rollin, La Révolution russe
  - René Roy, Vers la lumière
  - Jean Royer, Libourne
- 1932 :
  - Pierre Alciette, Ma vie a son secret
  - Abbé Joseph Anger, La doctrine du Corps mystique de Jésus-Christ
  - Abbé Désiré Aubry, Bon Sauveur de Pont l’Abbé
  - Paul Banéat, Le vieux Rennes
  - Léon Berthaut, Chevaliers de la mer
  - Adrienne Cambry, L’enfant, le jardin et les bêtes
  - Louis Coquet, Les héritiers de la Toison d'or
  - Gilbert d'Alem, Mme Samory
  - Oscar David, La sorcière du lac
  - Paul de Lagor, Mon vieux Béarn
  - René de Martimprey, Retour de chasse
  - Chanoine Émile Delval, Le dernier poète parnassien : Auguste Dorchain
  - Léon Déries, Sous la toge universitaire
  - Élise Despréaux, Trois ans chez les Tzars rouges
  - Aimé Dupuy, Un personnage nouveau du roman français : l'enfant
  - René Duverne, Mademoiselle Codex
  - Abbé Joseph Garin, Histoire d'Ivry-sur-Seine
  - George Groslier, Eaux et lumières
  - Bernard Hamel, Quand les hommes s'aimaient
  - Eugène Herpin, Histoire de Saint-Malo
  - Pierre Huguenin, La Bourgogne, le Morvan, la Bresse
  - Félix Klein, Jésus et ses apôtres
  - Jacques Ladreit de Lacharrière, Au Maroc, en suivant Foucauld
  - Suzanne Lavaud, Marie Lenéru
  - Marie Le Franc, Au pays canadien français
  - Louise Lefrançois-Pillion, Sculptures du XIIe siècle
  - Pierre Lhande, Le Christ dans la banlieue
  - Michel Lorenzi de Bradi, Veillées corses
  - Jacques May, La vie de l'abbé Bozon
  - Armand Megglé, Terres françaises
  - Albert Millot, Éducation
  - Georges Mouly, Vie prodigieuse de Victorien Sardou
  - Bernard Nabonne, À l'abandon
  - Marguerite Perroy, Pour l’éternité
  - Général Lucien-Jean-Frédéric Piarron de Mondésir, Souvenirs et pages de route
  - Gaston Pichot, La Brousse et ses dieux
  - Gustave-Jean Reybaz, Le 1er mystérieux
  - Norbert Sevestre, Le Grigou
  - Jean-Paul Vaillant, Macajotte
  - Régis Voyron, Compagnon de la mer
  - Jacques Weulersse, Noirs et blancs
- 1933 :
  - Abbé Alfred Andrieu, Camarès
  - Étienne Aubrée, Le général de Lescure et les Vendéens de Fougères. La Tourgue de Victor Hugo dans la forêt de Fougères
  - Jules Badin, Aspect du Roussillon
  - Henry Bister, La route sinueuse
  - Marcel Bloch, Évasion
  - Julie Borius, La bague de diamant
  - Arlette Butavant, Les femmes médecins-missionnaires
  - P.-A. Camdessus, Les raisons éternelles de l'amitié franco-espagnole
  - Edmond Cléray, Laffaire Favras
  - Henri Colin, Les gars du 26e
  - Serge de Fleury, Le mur mitoyen
  - Abbé Joseph Delacotte, Guillaume de Digulleville. Trois romans
  - Louis Laloy, Miroir de la Chine
  - Abbé Alfred Le Roy, Monseigneur Léopold de Leseleuc de Kerouara
  - Léon Lehuraux, Au Sahara avec le Commandant Charlet
  - Émile Lesueur, Mon pays d’Artois
  - Raoul Mercier, Le vrai visage du Combattant
  - André Morizet, Du vieux Paris au Paris moderne
  - Joseph Nouaillac, Histoire du Limousin et de la Marche
  - Yvonne Ostroga, 25 professions pour les jeunes filles
  - Albert-Pierre-Hippolyte-Joseph Paluel-Marmont, Croix sur le sable
  - Robert Pimienta, La belle épopée de l'Alsacienne
  - Léon Pineau, L’enfance heureuse d’un petit paysan
  - Francine Poitevin, La fée de Vieillefont en Poitou
  - Gabriel Remy et Jean-Robert Rémy, L’abbé Wetterlé
  - Jean Tallez, Aspect du Roussillon
  - Pierre Varet, Les dieux qui meurent
  - Mlle Gaby Vinant, Malvina de Meysenburg
- 1934 :
  - Marc Alex, Jeune Europe
  - R.P. François Azaïs, Cinq années de recherches archéologiques en Éthiopie
  - Lucie Bérillon, La préparation au bonheur
  - Marie-Louise Berger-Bérot, Réussir
  - Mgr Fourier Bonnard, Histoire du Couvent royal de la Trinité du Mont Pincio à Rome
  - Georges Bonneau, Yoshino
  - Fernand Brisset, Pétrarque à Laure
  - Jean Bruchési, Histoire du Canada pour tous
  - Norbert Casteret, Dix ans sous terre
  - Paul Cazin, Traductions de Mickiewicz
  - Henriette Célarié, Îles de lumière
  - Charlotte Chabrier-Rieder, Colette et son frère
  - Louis Chaigne, Vies et œuvres d'écrivains
  - Roger Chambard, Cinq années de recherches archéologiques en Éthiopie
  - Antoine Clerc, Barthélemy-Christophe Fagon
  - Comte Edgard de Barral, Les zouaves pontificaux
  - Marie-Anne de Bovet, Le désert apprivoisé
  - Philippe de Zara, Autour de la mer latine
  - Jules Delmas, Mes hommes au feu
  - Mlle Claude Dervenn, Les Baléares
  - Jeanne Digard, Les jardins de Granja
  - René Dupuis, Jeune Europe
  - Serge Evans, Voyageurs et romanciers
  - Chanoine Charles Farcy, Histoire ancienne et moderne de la paroisse Saint-Sever
  - Paul Fournier, Voyages et découvertes scientifiques des missionnaires naturalistes français du XVe au XXe siècle
  - Jacques Fuster, De la Hague au Mont St Michel
  - Émile Gérard-Gailly, L’affaire de la rue des Maçons
  - Eugène Guernier, L'Afrique champ d'expansion de l'Europe
  - Louis Guichard, Vaisseaux de papier
  - Édouard Guyot, John Galsworthy, le Romancier
  - René Herval, Saint-Maclou de Rouen
  - Cécile Jéglot, L’art d’être femme
  - Geneviève Joannès, Deux âmes vers les cimes
  - Roger Labric, On se bat dans l'air
  - Ernest Lafon, Le sans-culotte Fricasse
  - Éveline Le Maire, Le silence passionné
  - Angèle Maraval-Berthoin, Cœurs rouges
  - Anne-Marie Martin du Theil, Silhouettes du 18e siècle
  - Alice Meunier, Saint-Michel au péril de la mer
  - Simone Mitraud, La rue des Postes, actuellement rue Lhomond et ses alentours
  - Jean Monval, Les Sulpiciens
  - Jacques Nanteuil, Ferdinand Brunetière
  - Édouard Nignon, Éloge de la cuisine française
  - Jean Noury et André Romane, Loulette
  - France Pastorelli, Servitude et grandeur de la maladie
  - Jacques Péricard, Verdun
  - Abbé Henri Piot, Menippe
  - Madeleine Pourpoint, Sur le pas de la porte d'or
  - Georges-Gustave Toudouze, Le mousse du Korrigan
  - Mme Tyl, La Vie chantée de Botrel
  - Maurice Venoise, L'enfant blessé
  - Émile Violet, La ferronnerie populaire en Mâconnais
  - Maurice Vloberg, La Vierge et l’Enfant Jésus dans l’art chrétien
  - Marcelle Weissen-Szumlanska, L'âme archaïque de l'Afrique du Nord
- 1935 :
  - Maxime Adda, Ali chez les Aryens
  - Pierre Alciette, Celui que j'ai rêvé
  - Mme Dominique André, Mademoiselle Colin
  - Capitaine Louis Blaison, Un passage de vive force du Rhin français en 1848
  - Yvonne Boeniger, Lamartine et le sentiment de la nature
  - Colonel Bouchacourt, Essai sur la Psychologie de l'Infanterie
  - Marguerite Bourcet, Le Jura
  - Hubert Bourgin, Contes de la montagne
  - Pierre-Marie Bretonnet, Le chanoine Mangou
  - Lieutenant-colonel Charles Bugnet, Mangin
  - Charles Colas, Saint-Louis d'Antin
  - Henri Colin, La cote 304 et le Mort-Homme
  - Combattants du 250e, La guerre par ceux qui l'ont faite
  - Mireille Corbel, Contes de la cigale
  - Philippe Crouzet, Théâtre aux enfants
  - Marguerite d'Urval, Ceux de chez nous
  - Henry d'Yvignac, Scènes et tableaux du règne de Louis XVI
  - Robert David, La IIIe République
  - Yves de Boisboissel, Souffles du terroir et du large
  - Jean de Courberive, Les dieux vermoulus
  - Henry de Forge, Feuilles françaises dans la tourmente
  - Maurice de La Fuye, Xavier de Maistre, gentilhomme européen
  - Paul de La Magdeleine, L'Agnès d'aujourd'hui ou femme moderne
  - Charles de Lauwereyns de Roosendaele, Le drame de Wissembourg
  - René de Martimprey, Le carrefour du Grand-Maître
  - Sylvain Déglantine, Deux cœurs sous la rafale
  - Edmond Delage, Le Drame du Jutland
  - Jean des Marets, Le général de Sonis
  - R.P. Marie-André Dieux, Sur les routes du bonheur
  - Auguste Etcheverry, L'Idéalisme français contemporain
  - Nazaire Faivre, Jésus, Lumière, Amour
  - André Ferran, L'esthétique de Baudelaire
  - André Florent, La Bruyère, village de France
  - André Fortin, Heureux qui comme Ulysse...
  - Victor Gastebois, Légendes et histoires du Mortainais
  - Hubert Gillot, Châteaubriand
  - Jean Godfrin, Les contrastes de Rome
  - Pasteur Raoul Gout, Le miroir des dames chrétiennes
  - Chanoine Charles Guenet, Tchaadaev et les lettres philosophiques
  - Abbé Éloi Guilbert, Histoire de l'antique Confrérie des Charitables de Saint-Éloi de Béthune
  - Bernard Halda, Les Maugières
  - Émile Emmanuel Herbillon, Du général en chef au gouvernement
  - Louis Jacob, Joseph le Bon
  - Louis Jalenques, Saint-Martin-Valmeroux
  - Louis Jouin, Rennes il y a cent ans
  - Henry Kléber, L'âme de Verdun
  - Louis Lefait, Place Notre-Dame
  - Abbé Emm. Legrand, Notre-Dame de Montmorel
  - Abbé Victor Lemaitre, À l'Évangile tout d'abord
  - Général Émile Mangin, Le 7-9. Verdun-La Somme
  - Anna Marliani, Une rose d'automne
  - Jean Mauclère, Feuilles françaises dans la tourmente
  - Henri Mazel, Au pays des leviers de commande
  - Abel Moreau, René Bazin et son œuvre romanesque
  - Henri-Dominique Noble, Le discernement de la conscience
  - René Pelletier, Sarajevo et sa région
  - Fernand Perdriel, La Flamme et la Fleur
  - Edgar Pignero, Jean Gautrin
  - Paul Piquelle, La Vie à Metz pendant l'annexion
  - Ernest Pronier, La vie et l'œuvre de François de Curel
  - Robert Ranjard, Sur les pas de saint Martin
  - Robert Redslob, Entre la France et l’Allemagne. Souvenir d'un Alsacien
  - Paule Réguron, Pascal et l'antijansénisme. De la théologie à la prière de Pascal
  - Jean Revire, Les Genoux aux dents
  - Suzanne Robaglia, Rabiounel, berger d'Auvergne
  - Mme Claude Saint-André, La Duchesse de Bourgogne
  - Louise Thuliez, Condamnée à mort
  - Charles Vilain, Jeanne d'Arc à Rouen
  - René Wibaud, Volontaire dans la tourmente
  - Lucien Wolff, Dante Gabriel Rossetti
  - Jacques Yvel, Cadet Roussel
- 1936
  - Octave Aubert (1864-1944)[26], Louis Barthou
  - Octave-Louis Aubert (1870-1950)[26], Les Costumes bretons
  - Camille Aymonier, Ausone et ses amis
  - R.P. Alcime Bachelier, L'Oratoire de Nantes
  - Antoine Bernard, Survivance de la langue française en Acadie
  - Abbé Jean Bindet, François Bécherel
  - Pierre Bonardi, Napoléon Bonaparte, enfant d'Ajaccio
  - Henry Casseville, Pékin, ville éternelle
  - Camille Cé et Jean Gaument (posthume), Plus loin que l’amour
  - John Charpentier, Hommes de lettres et Napoléon
  - Eugène Chouvary, Le Braconnier du Morvan
  - Charles Constantin, L'évêché du département de la Meurthe
  - Manon Cormier, Madame Juliette Adam
  - Albert Croquez, Histoire de Lille
  - Henri David, En grande Grèce
  - Maria de Crisenoy, Au pays des sortilèges
  - Robert de Loture, Washington, nous voici !
  - Jacques Debout, La mort est morte
  - Abbé Louis-Clodomir Delfour, La piété de Goethe
  - Jules Emily, La mission Marchand
  - Jean-Joseph Escande, Histoire du Périgord
  - Joseph Ferchat, Le père Eymieu
  - Justin Godart, Le jansénisme à Lyon
  - Gilberte Guillaumie-Reicher, Théophile Gautier et l'Espagne
  - Jean Hanoteau, Le ménage Beauharnais
  - Henri Jacoubet, Variétés d’histoire littéraire de méthodologie et de critique d’humeur
  - Hélène Lauvernière, L'enfant au téléphone
  - Ernest Lebègue, Boursault-Malherbe
  - Georges Le Gentil, La littérature portugaise
  - Lieutenant-colonel Lorillard, Ruses de guerre et contre ruses
  - Abbé Luc Maillet-Guy, Histoire de Grandvaux
  - Jean Maubourguet, La chronique de Périgueux au temps de Louis XI
  - Raoul Mercier, Le monde médical de Touraine sous la Révolution
  - Pierre Ordioni, Pozzo di Borgo
  - Yvonne Pagniez, Ouessant
  - Henri Pensa, Hortense Mancini
  - Eugène Pépin, Histoire de Touraine
  - Jean Pichon, Le Maroc au début de la Guerre mondiale
  - Barthélemy Profit, L’éducation mutuelle à l’école
  - Edmond Regnault de Beaucaron, Derniers souvenirs de famille
  - Marcel Reinhard, Le département de la Sarthe sous le régime directorial
  - Marcelle Royer Saint-Léon, Les petits Saint Flavien
  - Pierre Salvat, En forêt
  - Stoyan Tzoneff, L’homme d'argent
  - Mlle Mag. Vincelo, L'Ombre du logis
- 1937 :
  - René Martin, « La vie et l’Œuvre de Charles Dollfus ».
  - P. Abdon-Boisson, La Mosquée des Roses
  - Christiane Aimery, Samson aveugle
  - Mathieu Ambrosi, Le Chant corse
  - A. Antoni et Alfred Jacobson, Des anticipations de Jules Verne aux réalisations d'aujourd'hui
  - Abbé Paul Ardoin, La Bulle Unigenitus dans les diocèses d'Aix, d'Arles, de Marseille, de Fréjus et de Toulon
  - Mme E. Bertheaume, L'Oubli du passé
  - Anne Bertout, Les Ursulines de Paris sous l'ancien Régime
  - Abbé Jules Blouet, Le séminaire de Coutances
  - Désiré Bouteille, Vingt ans après
  - Marcel Braunschvig, Regards intérieurs
  - Jean Canu, La Basse-Normandie
  - R.P. Edouard Capelle, Le père Afred d'Adémar
  - André Charpentier, Feuille bleu horizon
  - Robert Cohen (1889-1939), Athènes, une démocratie de sa naissance à sa mort
  - Chanoine Henri Crépin, Nous, d'Église
  - René Crozet, Histoire de l'Orléanais
  - Maurice David, Nous et nos enfants
  - Philippe de Félice, Poisons sacrés, ivresses divines
  - Paul de Quinsonas, Monseigneur de Lauberivière, cinquième évêque de Québec (1711-1740)
  - Dr Louis de Ribier, La Roquebrou et ses seigneurs
  - Robert de Smet, La Vie populaire d'Adolphe Retté
  - L.-A. Delastre, Per Crucem
  - Mlle Claude Dervenn, Le Morbihan
  - Paul Descamps, Le Portugal
  - Jean Drouillet, Histoire de Saint-Benin-d'Azy
  - Claire et Line Droze, Au tour de Marion
  - Édouard Duchenet, Histoires somalies
  - Antoine Dufournet, Seyssel-sur-le Rhône et ses environs
  - Pierre Duméril, Chez nos amis les Sarmates
  - Maurice Duplay, Le général Boulanger
  - Maurice Duval, La poésie et le principe de transcendance
  - Chanoine Charles Farcy, Le manoir de Saint-Yon
  - R.P. Henri Gallais, Glenay, son vieux château, son église fortifiée
  - Chanoine André Girard, Ruffec-le-Château
  - Marcel Grosdidier de Matons, Le mystère de Jeanne d'Arc
  - Jean Hankiss, Défense et illustration de la littérature
  - Cécile Jéglot, Dans le grand cadre évangélique
  - Pierre Lagarde, Poisons
  - Maurice Lavarenne, Voulez-vous que vos enfants soient de bons élèves
  - Albert Lopez, À la recherche du Royaume
  - Helen Mackay, Il était trois petits enfants
  - René Martin, Vie et œuvre de Charles Dolfus
  - Anne Mathivon, Catholicisme, national socialisme et concordat du Reich
  - Paul Maurel, Histoire de Solliès
  - Georges Maze-Censier, Le général de Saint-Just
  - Paul Mégnin, Les quatre saisons du chasseur
  - Yvonne Pirat, La petite fille d'une grande sainte, Mme de Sévigné
  - Raymond Plion, Fêtes et cérémonies siamoises
  - Charles Poisson, Fournisseurs aux armées
  - Marie Renée, En famille avec mes bêtes
  - Émile Roux-Parassac, Contes et légendes de nos Alpes
  - Robert Rumilly, Marguerite Bourgeoys et Mercier
  - Chanoine Joseph Sauvêtre, Mgr Jouin
  - Jacques Soubrier, Savanes et forêts
  - René Soudée, L'école multiple
  - Henri Terquem, Le linceul de Turin serait-il le véritable linceul du Christ ?
  - Valentine Thomson, Le corsaire chez l'impératrice
  - Henri Tribout, Un grand savant, le général Jean-Victor Poncelet
  - Claude Véla
  - Louis Veuillot, Un siècle à Notre-Dame des Victoires
- 1938 :
  - Josy Ambroise-Thomas, Le Fadet
  - Pierre Andrieu-Guitrancourt, L'archevêque Eudes Rigaud et la vie de l'Église au XIIIe siècle
  - Joseph-François Angelloz, Les Élégies de Duino, de Reiner Maria Rilke
  - Serge Barrault, Le Règne de Louis XIV
  - Guillemette de Beauvillé, Gasparo Gozzi
  - Léon Berman, Histoire des Juifs de France
  - Paul Bernard, À l'école de Montaigne
  - Paul Berret, Au pays des brûleurs de loups. Sous le signe des Dauphins
  - Marcel Brion, La Résurrection des Villes Mortes
  - René Cardaliaguet, Le Régicide brestois Claude Blad
  - Marguerite Coleman, Histoire du Clos Lucé
  - Élie Cottier, Montdory
  - Pierre Croidys, Le Père Damien
  - Jean-François d' Estalenx, La Route d'eaux
  - Jean de Celles, Malherbe
  - Capitaine René de Feriet, La Butte de Vauquois
  - Comte de Mougins-Roquefort, Fragments et miettes psychologiques
  - Edmond de Vernisy, L'Invasion de Gallas
  - Paul Durand, Agents secrets
  - Baron Charles Joseph Albert Duroy de Bruignac, Sous les obus
  - Jean Engelhard, La Chanson du blé
  - Émile Germain-Sée, L'animal dans la société devant la science, la philosophie, la religion
  - Chanoine Ludovic Giraud, L'Abbé Germain Long-Hasselmans
  - Pasteur Raoul Gout, Le Miroir des dames chrétiennes
  - Marguerite Henry-Rosier, Rouget de Lisle
  - Enguerrand Homps, Petites Histoires au grand air
  - Raymond Isay, Panorama des Expositions universelles
  - Chanoine Étienne Joly, Pléneuf sous l'ancien régime
  - Maurice-Hyacinthe Lelong, Les Dominicaines des prisons
  - Paul Lesourd, Histoire des missions catholiques
  - Raoul Luquet, En claire Provence
  - Abbé Étienne Magnin, Un demi-siècle de pensée catholique
  - André Marcou, Le Déhanché
  - Louis Placide Mauclaire, Nicolas-François de Blondel
  - Madeleine Noguès, Un pionnier de la France impériale : Maurice Noguès
  - André Parrot, Mari, une ville perdue
  - André Paysan, La veuve Lehidel
  - René Pottier, Henri Duveyrier, un prince saharien méconnu
  - Aimé Rebaud, Cocassin
  - Émilie Sirieyx de Villers, Les Templiers de Penmarc’h
  - Albert Joseph Tanant, La discipline dans les armées françaises
  - Simone Tueur, Un homme nouveau
  - Benjamin Vallotton, Enfances. Fine et Binachon
  - Georges Vattier, Jacques Cartier
  - Charles Vigoureux, Nicolas-François de Blondel
- 1939 :
  - Edme-Armand-Gaston d'Audiffret-Pasquier, La Maison de France et l’Assemblée nationale, souvenirs du duc d’Audiffret-Pasquier, 1871-1873 (posthume)
  - Marthe Borély, L’Émouvante Destinée d’Anna de Noailles
  - Georges Bouchard, Guyton de Morveau, chimiste et conventionnel
  - René Bouvier et Édouard Maynial, Les comptes dramatiques de Balzac
  - Henri-François Buffet, Le vieux Port-Louis
  - Madeleine Chasles, La Joie par la Bible
  - Marcel Clavel, Fenimore Cooper
  - Abbé Gustave Combès, Le Retour offensif du paganisme
  - Albert Dubeux, Julie Bartet
  - Elian Judas Finbert, La Vie du chameau
  - Henri Gaudel, La Fine
  - André Glory, Au pays du grand silence noir
  - Henry Goudard, Près d'eux
  - Pierre Jalabert, La Provence et le comté de Nice
  - Mariel Jean-Brunhes Delamarre et Marius-Ary Leblond, La France dans le monde
  - Raymond Postal, Présence de Lyautey
  - Dr Louis Sauvé, Le docteur Récamier
  - Auguste Valensin, François
  - Paul Voivenel, Avec la 67e Division de réserve
- 1940 :
  - Germaine Acremant, La Route mouvante
  - Louis Borne, Notre-Dame-du-Mont à Thoraise
  - Jean Boyer, Le Romantisme de Beethoven
  - Guy Chastel, Sainte-Colombe de Sens
  - Pierre Daguerre, Le Roman d'une Infante
  - Capitaine René de Feriet, La crête des Éparges
  - Claire et Line Droze, Ma charmante
  - Georges Duveau, Le Siège de Paris
  - Abbé Albert Gratieux, A.S. Khomiakov et le mouvement slavophile
  - Cécile Jéglot, Une grande figure d’histoire et de charité, Mère Marie de la Trinité Heurtaut
  - Abbé Camille-Paul Joignon, Rembercourt-aux-Pots
  - Pierre Lamy, Claude Bernard et le Matérialisme
  - R.P. Alphonse-Louis Mouly, Le Père Coudrin
  - Gaston Pastre, Le Crépuscule de Napoléon
  - Jeanne Paulhan, Sapin noir
  - Marie-André du Sacré-Cœur, La Femme noire en Afrique occidentale
  - Renée Zeller, Lacordaire et ses amis. Lettres de Jérusalem
- 1941 :
  - Jean Barbier, L'Appel du Pain
  - Paul Bastier, Les Pèlerins de la Cathédrale
  - Maurice Berthon, Dominique Savio
  - René Bragard, La relève des vivants
  - Eugène Castel, Rose de Chine
  - Henry Champly, Lettre au soldat. Lettre à celle qui attend
  - Paul Chanson, Les Animaux sous l'arc-en-ciel
  - Ombline de La Villéon, Jeanne Jugan, fondatrice des Petites Sœurs des pauvres
  - Lucienne Escoube, Émilie Brontë et ses démons
  - Julien La Chaussée, Irène
  - Léon Lemonnier, Le capitaine Cook
  - Abbé Élie Maire, Trois gueux du Seigneur
  - Henri Pérennès, Mgr Jolivet
  - Marguerite Savigny-Vesco, Marie-Émilie de Rodat
  - Bernard Secret, Le bon Pasteur de Chambéry
  - Paule-Marie Weyd, Lettres à ma fille fermière
- 1942 :
  - Henry Aurenche, Celui qui est vivant
  - Dr Georges Barraud, L'Humanisme et la médecine au XVIe siècle
  - Henry d'Estré, Bonaparte, les années obscures 1769-1795
  - Guy de Chézal, En auto-mitrailleuse à travers les batailles de mai
  - Jean Desthieux, Années perdues
  - Henri Guillemin, Cette affaire infernale
  - Théobald Lalanne, Théophraste à Lilliput
  - Fernand Lequenne, Mon ami le jardin
  - Louis-Augustin Marmottin, Pour refaire la France
  - Jean-Alexis Néret, Les plus beaux métiers du monde
  - Léon Quénéhen, Histoire de Colombes
  - R.P. Jean-Dominique Rambaud, Traité moderne de prédication
  - Maurice Rossi, Au service de l'Aviation française
  - Jules Rouch, La mer
  - Saint-Ange, Cinderella
  - Charles Serrus, La Langue, le Sens, la Pensée
  - Georges Turpin, Les Cimaises en fleurs
- 1943 :
  - Pierre Bruneteau, J'ai deux enfants
  - Guy Chastel, La Sainte Baume
  - Alexandre de Saint-Léger, Histoire de Lille des origines à 1789
  - Yves Gandon, Amanda
  - Chanoine René Hogard, Quarante-cinq ans d'apostolat, Mgr Turinaz, évêque de Nancy et de Toul
  - Marcel Poisot, Prisonniers à Neuf-Brisach
  - Georges-Gustave Toudouze, Duguesclin, Clisson, Richemont et la fin de la guerre de Cent ans
- 1944 :
  - Jean Barbier, Le Palimpseste ou l'amour d'Ida
  - Marie-Louise Bayle, Défricheuse de la zone
  - Alfred Beaujeu, Dans les tempêtes du Cap Horn
  - Lucien Carron, Fantassins sur l'Aisne, mai-juin 1940
  - Suzanne Camille de Sainte-Croix, Comédies et albums de rondes et chansons
  - Gisèle d'Assailly, S.S.A. journal d'une conductrice de la section sanitaire
  - Marthe Emmanuel, Charcot, navigateur polaire
  - R.P. Auguste Flachère, Croisières jaunes avec les cols-bleus
  - Abbé Jean Harang, La vie spirituelle à l'école du R.P. Barré. Le Bienheureux Pierre-Julien Eymard. Puerreyve
  - Abbé Robert Jacquin, Taparelli
  - Marc Leproux, Quelques figures charentaises en Orient
  - Germaine L'Herbier-Montagnon, Disparus dans le ciel
  - Michel Seuphor, La maison claire
- 1945 :
  - Denise Aimé, Relais des errants
  - Abbé Antoine Cartier, La vierge noire de Myans
  - Chanoine Camille-Marie Charpentier, Voyage autour de mon presbytère. Le message de saint Phalier
  - Léo Dartey, Mais l'amour
  - Hélie de Brémond d'Ars-Migré, Une gentilfemme au temps de la Fronde
  - Mme de Chabrillan, Fontaine-Française et ses souvenirs
  - Abbé Ch. de Croocq, Saint Winoc, abbé de Wermhout
  - Comte Henri de Jouvencel, Recherches sur les Jouvencel
  - Marcel Haedrich, Baraque III, chambre 12
  - Augustin Le Maresquier, Histoire de Tourlaville
  - Cléry Rivière, Mauperthuis
  - M. Tran Van-Tung, Le cœur de diamant
- 1946 :
  - Charles Aimond, Notre-Dame dans le diocèse de Verdun
  - Henri Bataille, Le départ de Jeanne d'Arc
  - M. Benoist-Guyot pour l'ensemble de son œuvre
  - Maurice Briault, Sur les pistes de l’AEF
  - Colonel Chevalier, L'armée des États-Unis. Douze ans d'influence américaine en Allemagne (1919-1931)
  - Marie Combe, Le renard du Levant
  - Gaston Courtois, L'École des chefs
  - Jeanne Danemarie, L’été de Jeannine
  - Nadine de Cyon pour ses traductions
  - Jean de Mauny, Contes de la Colombe
  - Charles Dormontal, Le grand amour de Vercingétorix
  - Maurice d'Hartoy, Initiation au langage des gens de mer
  - Raoul Follereau, Sur les routes de la Charité
  - Jean Gaillard, La Révolution française. Bonaparte
  - Chanoine André Girard, Mgr Pierre-Marie Lenoir
  - Pierre de Gorsse, Villégiatures romantiques
  - Mario-Paul Lafargue, Saint-Evremont
  - Georges Laisney, Histoire de Normandie
  - Henri Le Maître, Essai sur le mythe de Psyché
  - Gaston Motte, Motte-Bossuet, un homme, une famille, une firme
  - R.P. Alphonse-Louis Mouly, Concordataires, Constitutionnels et Enfarinés en Quercy et Rouergue
  - Octave Mureau
  - Roger Nicolle, Comme tant d'autres
  - Albert Pérard, Jacques Pérard
  - Maurice Ricord, Au service de l'empire
  - J.-B. Russon, La passion des enfants nantais
  - Marie-Paule Salonne, Fends la bise[27]
- 1947 :
  - Paul Arnold, Frontières du théâtre
  - Jean Barbier, Les spectres de la faim
  - Pierre Boisard, Le cardinal Verdier
  - Jean Bourguignon, Malmaison, Compiègne, Fontainebleau
  - Georges Cergier, L'anneau d'Alma
  - Basile Clénet, Notre-Dame, reine de France
  - Émile Condroyer, Malgorn le baleinier
  - Emile Conduché, Du Causse au Ségala
  - Abbé Joseph Coppin, Mère Monique
  - Henri Cotard, Structure du génie de Napoléon
  - Henri d'Acremont, Les passages de la Meuse
  - Hélène Davet, Histoire d'un été
  - Myriam de G., Héroïque mère de douze enfants
  - André de La Tourrasse, La maison des deux pigeons
  - Joseph Delabays, La destinée tragique d’un monarque pacifique
  - Bernard Devismes, Unité religieuse, unité nationale
  - Roger-Francis Didelot, Au soleil de la brousse
  - Ferdinand Dormann, La radieuse épopée de Maurice Arnoux
  - Philippe Erlanger, Louis XIII
  - J.-B. Gaë, La tragique histoire des Corses
  - Jean Gaital, Moselle
  - Claire Géniaux, À l'amour tout est possible
  - G.-A. Guérin, L'Odyssée de M. Bénévole
  - André Joubert, La grotte des demoiselles
  - André Lang, L'homme libre, ce prisonnier
  - Chanoine François Le Douarec, Au bas de la rue Saint-Gouéno. Une nichée de Chouans
  - Robert Lefèbvre, Cellule 16
  - Anne Leflaive, Stéphanie de Virieu
  - Henri Lerville-Boubert, Le trésor du "Jupiter"
  - Joseph Majault, Mauriac et l'art du roman
  - Mme André Maurois, L'étoile du matin
  - Marie-Rose Michaud-Lapeyre, Mlle de Saint-Amour
  - Léon Moreel, Traditions
  - Germaine Mornand, La Vie et la mort de Daisy Georges-Martin[28]
  - René Mossu, Les secrets d’une frontière
  - Nathan Netter, La patrie égarée, la patrie retrouvée
  - Léonce Peillard, Le capitaine Cornil Bart
  - Charles Pichon, Histoire du Vatican
  - Armand Quinot, Pages mystiques de Frédéric Nietzsche
  - Alexandre Ralli, L'Embrassement de midi, de Rayner Heppenstall
  - Antoine Redier, Jeanne de France
  - Marcel Reinhard, Avec Bonaparte en Italie
  - Gilles Roland, Cadet-la-chance
  - Ernest Rosset, Évasion 42
  - Pierre Saint-Girons, La geste de Thann
  - Jean Sauvestre, L'anneau d'Alma
  - Abbé Charles Thellier de Poncheville (1875-1956), Histoire sacerdotale de Jésus
  - Jean Tild, L'abbé Grégoire
  - Alice Verlay-Frapié (d), Les Belagnel
  - Jean Vissouze, Ecir
- 1948 :
  - Jean Babelon, L'Amérique des Conquistadores
  - Pierre Bachelard, Dabo, comté d'Alsace
  - Marius Balmelle, Histoire de Mende
  - Émile Baudson, Charles de Gonzague
  - Francis Bavoux, La sorcellerie au pays de Quingey
  - Amand Bellenger, La Providence d’Alençon
  - Pierre Bertin, Les chevaliers de l'illusion
  - Aimé Blanc, Français, n'oubliez pas
  - Edmond Bonfils-Lapouzade, Quinze heureuses années en Alsace
  - Flavien Bonnet-Roy, Ferdinand-Philippe, duc d'Orléans
  - Henri Brifaut, Nous qui faisons route ensemble
  - Robert Burnand, La vie quotidienne en France de 1879 à 1900
  - C.-M. Carpentier, Le témoignage d'un village de France
  - Mme Claude Cézan, Le Musée Grévin
  - Jacqueline Chassang et Paul Misraki, La maison de mon père
  - Jean-Jacques Chevallier, Mirabeau
  - Pierre Daguerre, Cette douce province
  - Adrien Fauchier-Magnan, Les petites cours d'Allemagne au XVIIIe siècle
  - Pierre Grasset, L'étonnante aventure de Branly
  - Émile Guerry, L'Église catholique en France pendant l'occupation
  - Philippe de la Trinité, Le Père Jacques, martyr de la charité
  - Jules Laroche, Quinze ans à Rome avec Camille Barrère
  - Serge Laurac, Le roi sans diadème
  - Jean Leflon, Monsieur Émery (1732-1811)
  - Constant Lelièvre, Monographie de Chalivoy-Milon
  - Jean Mauclère, La marine dans la dernière guerre
  - M. Ed. Nouvel, Le collège Sainte-Barbe
  - Robert Pitron, Musiciens romantiques
  - Suzanne Pouget, Histoire de Mende
  - Raymond Ritter, Charmante Gabrielle
  - Edmond André Rocher, Lamartine
  - Jean Rolin, Les libertés universitaires
  - R.P. F.-X. Ronsin, Pour mieux gouverner
  - Pierre Tanant, Vercors
  - Pierre Vallery-Radot, Deux siècles d'histoire hospitalière
  - Marc Varenne, L'épée d'un roi
  - Jean Vertex, La marine et son cœur
  - François Vilaire, Monographie de Chalivoy-Milon
  - Renée Zeller, Les Dominicaines garde-malades
- 1949 :
  - Henry Aurenche, Chemins de Compostelle
  - François-Louis Auvity, Notre-Dame de Bonneval
  - Jean Bard, Vimoutiers
  - Yvonne Boachon-Joffre, La Palombe
  - Louis-Augustin Boiteux, Au temps des cœurs sensibles
  - Élie Chamard, Les combats de Saumur
  - M. J.-R. Colle, La Chouannerie de 1832 dans les Deux-Sèvres et la Vendée orientale
  - Abbé Gustave Combès, L'abbé Louis Birot
  - Chanoine Léon Cote, Saint Odilon
  - Général Dagnan, Les cahiers de Charles de Foucauld
  - M. Éléonor Daubrée, Aimer et espérer
  - Emmanuel Davin, Suffren
  - Rémi Decœur, L'Âge d'or
  - Madeleine Doumerc, Les cloches de Bruges
  - M. M. Dubost, Correspondance de Lamartine
  - Yvonne Escoula, Promenade des promesses
  - Général André Ferré, Psychologie enfantine et juvénile
  - Mme George-Day, Marie Laurencin
  - Robert Gessain, Les Esquimaux
  - Mme Louis Gillet et Mme Romain Rolland, Correspondance entre Louis Gillet et Romain Rolland
  - André Giroux, Au-delà des visages
  - R.P. Henri Goré, Brises de mer
  - Raoul Grimal, La Bigette
  - Jacques Heuzey, Lettres de Grèce, de Flaubert
  - René La Bruyère, Sourdis
  - Dr René Lacroix, Châteaubriand à Rodez
  - Marcel Lecoq, Sur les rives de la Bièvre
  - François Lemonnier-Gruhier, La brèche de Sainte-Marie-du-Mont
  - Pierre Lyautey, Le général Gouraud
  - M. V.-P. Michel, Essai sur le livre de qualité
  - Laure Mirandol, Charmante Valentine
  - R.P. Alphonse-Louis Mouly, Tahiti, l'île enchantée
  - Myonne, Menou et François[29]
  - Dr Albert-André Nast, Sous le regard d'Hygie
  - Alexandre Nicolaï, Montaigne intime
  - Mme Camille Rodier, Le vin de Bourgogne
  - Eugène Sol, L’Église de Cahors
  - Raoul Stéphan, L’Occident fait fausse route
  - Georges-Gustave Toudouze, Le secret des Argonautes
  - Georges Turpin, Panorama de la peinture française au XXe siècle
  - Jean Vermaest, Saintonge
  - Mme Marie-Louise Vert, Les contes de Perrette
  - M. V. P. Victor-Michel, Essai sur le Livre de qualité
- 1950 :
  - Maurice Barat, Les Chats et les Hommes
  - Berthe Bernage, Le Roman d’Élisabeth[30]
  - Xavier de Bourbon, Les accords secrets franco-anglais de décembre 1940
  - Marcel Bruyère, Alès, capitale des Cévennes
  - Roger Buliard, Inuk au dos de la terre
  - Pierre d'Aurimont, Le combat de l'ange
  - Capitaine Pierre de Mazenod, Hommes et choses de Vendée
  - Alain Decaux, Létizia. Napoléon et sa mère
  - Raoul Follereau, Sur les routes de la Charité
  - Jean Gaillard, Napoléon
  - Christian Germoz, La grand'route
  - M. J.-L. Gheerbrandt, Pavie
  - Abbé Charles Girault, Rochecotte et la chouannerie manselle
  - R.P. Georges Gorrée et Michel Thiout, Laperrine
  - Abbé Jean-François Henry, Philippe de Gueldre, reine, duchesse et pauvre dame
  - Gustave Kass, Les fleurs du Bien
  - Anne Leflaive, Armes de lumière
  - René Marchand, Parallèles littéraires franco-russes
  - Jacques-Paul Martin, La Nonciature de Paris et les affaires ecclésiastiques de France sous le règne de Louis-Philippe
  - Raoul Mercier, Pacifique conquête
  - Georges Meunier, Gilles de Rais et son temps
  - Louis Peynaud, Le Berry
  - Joseph Quentel, Jean Le Berre
  - Joseph Robinne, Jean de Brébeuf
  - R.P. Joseph Sachot, Chez les Apollons de bronze
  - Chanoine Maxime Souplet, Saint Paul
  - Mme Jacques Verd, Deux lapins sauvages
  - M. R. Victor-Pierre, L'étrange assemblée
  - François Vidron, La chasse en montagne. La chasse en plaine et aux bois
- 1951 :
  - Andrée d'Alix, Lac aux ours
  - Claude Bellanger et Roger Debouzy, La Presse des barbelés
  - Catherine Coche de La Ferté, Âmes pacifiées
  - Chanoine Charles Cordonnier, Le cardinal Amette
  - Jean Delhostal, La Yoyette
  - Léon Delhoume pour l'ensemble de ses ouvrages
  - Chanoine Ludovic Giraud, Monsieur Vitagliano
  - René Guillot, La brousse et la bête
  - Marguerite Henry-Rosier, Saint Colomban
  - Suzanne Lainé, Fresques eucharistiques
  - R.P. Michel Le Herpeur, Le bon Sauveur de Saint Lô
  - Urbain Mengin, Croyances, espérance
  - Abel Moreau, Le front à la vitre
  - Charles Oulmont, La femme adultère
  - Maurice Percheron, Les conquérants d'Asie
  - Cléry Rivière, La vallée de l'Aubetin
- 1952 :
  - Paul Bisson de Barthélemy, Histoire de Châtou et des environs
  - Jean Charay, Aubenas en Vivarais. Historique du petit séminaire d'Aubenas
  - Gaston Courtois, L’art d'élever les enfants d'aujourd'hui
  - Abbé Raymond David, Du bagne français au bagne nazi
  - Hervé du Halgouët, Par monts et par vaux au pays de Josselin
  - André de Fouquières, Cinquante ans de panache
  - Pierre Fromentin, 16.000 km à travers l'Afrique
  - Hélène Fuchs, Jehan de Berry
  - Abbé Jean Gautier, Vie et mort des Trappistes
  - Julien Guillemard, Esprit du Havre
  - Colonel Léopold Justinard, Le caïd Goundafi
  - Marie-Thérèse Louis-Lefebvre, Le silence de Catherine Labouré
  - Gaëtan Morin de Finfe, Un petit village du Chalonnais
  - Paul Mousset, Le Pique-Minute
  - Revue "Vert et Rouge"
  - Pierre Richard, Beaumarchais
  - Mlle Claude Saint-Yves, Reportage sur la vie de Jeanne d'Arc
  - André Vovard, Le mystère de la poésie
  - Rose Worms-Barretta, Le Nid
- 1953 :
  - Marie René-Bazin, Le seuil du Royaume
  - Mme Camille Belguise, Échos du silence
  - Pierre Croidys, Un martyr au pays du tigre
  - Claire et Line Droze, Les abeilles du Plessis
  - Lucie Franqueville, Toi, lui, les autres
  - Joseph Goulven, Rayonnement de sainte Colette
  - Louis Guittard, L'évolution religieuse des adolescents
  - MM. J. et G. Letourneur, Le chanoine Jean Bazin
  - Jean Michoud, Godefroy de Leusse
  - R.P. René Piacentini, Les Filles de Jésus
  - Jean Pihan, Pierre Barbier
  - Joseph Revilliard, Je connais tous les oiseaux de France
  - Jeanne Saint-Marcoux, Le Secret des pierres noires
  - Robert Valette, Les Fernandez
- 1954 :
  - Gaston Andréoli, Pensées d'un médecin
  - Maurice Barat, Les Chiens et les Hommes
  - Thomas Beaudoin, Mlle de Barley
  - Pierre Bleton, Le temps du Purgatoire
  - Marcel Chapron, Un chouan fulgurant
  - Michel de Saint Pierre, Bernadette et Lourdes
  - Auguste Demoment, Un grand inventeur le comte de Chardonnet
  - André Gardin, L'Auvergne, terre des contrastes
  - R.P. Georges Gorrée, Sur les traces du père de Foucauld
  - Georges Guilhermet, Souvenirs d'un avocat de la Belle Époque
  - Pierre Jourdan, Les îles Chausey
  - Marie Marteau de Langle de Cary, Marie-Sylvine ou la farandole
  - Abbé Ad. Maurice, Thomas Basin
  - Jean-Jacques Rabaud, Mireio Doryan
  - Chanoine Édouard Weiss, Histoire de Sucy-en-Brie
- 1955 :
  - Georges Clément, Les sommets de l’âme
  - Sylvain Déglantine, La nouvelle Babel
  - Georges Dementhon, Le lycée Jean Giraudoux de Châteauroux
  - Marcelle Desmaires-Bérard, Symphonie des fuseaux vellaves
  - Abbé Marius Ganay, L’abbé Fouque
  - Chanoine François Gaquère, Vie populaire du Maréchal Foch. Benoît Joseph Labre
  - Abel Moreau, Drames de gosses
- 1956 :
  - Jean Barneville, Feux sur la falaise
  - René Blaise et Sabine Gervais, Crécy-en-Brie et la vallée du Morin
  - Michel Guy, Le Père Vincent de Paul Bailly
  - Robert Lacour-Gayet, La France au XXe siècle
  - Édouard Lebeau, Pontault, Berchères, Combault
  - Michel Maurette, Le clos Saint-Michel
  - Marie-Louise Thomas, Les belles années
- 1957 :
  - Aliette Andra, Le cahier bleu
  - Roland Cluny, Cathédrales, pierres vivantes
  - Mlle M.-G. Dervan, Le Drame des filles mères
  - Jean Guy, L’Appel de la maison
  - Robert Hardouin, Chants de départs
  - M. H.Hilaire Darrigrand, L’abbé Bergey
  - Dr Roger Kervran, Laënnec
  - Alphonse Mortier, Dans la paix bénédictine
  - Henry Panneel, Témoins de l’Évangile
  - Charles Panzéra, L’Amour de chanter
- 1958 :
  - Aimé Blanc, Rien pour moi, facteur ?
  - Louis Blond, La maison des Jésuites
  - Paul Bouchet, Le mystère de Perière les Chênes
  - Chanoine Camille-Marie Charpentier, Le beffroi de Sancerre. Sancerre et Saint-Satur
  - Victor Dupont, Quand Ève filait
  - Alphonse Gaillard, La randonnée d’un pignard
  - Madeleine Hivert, Notre part sur la terre
- 1959 :
  - Yvonne de Bremond d'Ars, L’apprenti antiquaire
  - Pierre Chamboret, Ne grandis pas
  - Isabelle Couturier de Chefdubois, Mille pèlerinages de Notre-Dame
- 1960 :
  - Georges Bertier, Hommes ou bacheliers ?
  - Yvonne Boachon-Joffre, Les griffes du destin
- 1961 :
  - Paule Cassius de Linval, Mon pays à travers les légendes[31]
  - Jean-Marc Montguerre, François-Xavier au Quartier latin
  - Marguerite Savigny-Vesco, Oiseau de paradis
- 1962 :
  - France Adine, Panchiko et Le Signe du griffon
  - Chanoine P. Bailly, Le Curé et sa paroisse
  - Solange de Bressieux, Trois douzaines plus un
  - François Desnoyer, Quatre ans de guerre d’Algérie, lettres d’un jeune officier
  - Jacques Gausseron, Hiroshima, ou la pensée désintégrée
  - Dr Denys Gorce pour l'ensemble de ses travaux sur Newman
  - Dr Maurice Mathis pour l'ensemble de son œuvre
  - Dr Jules Pierre, Des bastions de Nancy aux rochers de New York
  - Jean-Charles Sournia, Logique et morale du diagnostic
  - Maguelonne Toussaint-Samat pour l'ensemble de son œuvre
- 1963 :
  - Paul Chauchard pour l'ensemble de son œuvre
- 1964 :
  - Gaston Andréoli, Pensées d’un médecin
  - Yvonne Bougé, Saints sans auréoles
  - Yvonne Chabas, De Nicée à Vatican II
  - Abbé Pierre Flament, L’abbé Lafosse, fondateur de l’Éducation chrétienne
  - Abbé Lacourt pour l'ensemble de son œuvre
  - Dr Ludovic O’Followell, Par-ci, par-là
  - Luc de Surgens, Le chevalier sans armure
- 1965 :
  - Yvonne Estienne, Femme dans le Cosmos
  - Dr Denys Gorce, La vie de sainte Mélanie
  - Marie Marteau de Langle de Cary, Les Saints des quatre saisons
  - Jeanne Moret, Le père Lhande
- 1966 :
  - Renée Gilly de Collières, La Vierge, messagère du cœur
  - Michel de Kerdreux, Le pape de la bonté, Jean XXIII
  - Abbé Dominique Ridolfi, Simon Pierre, Rocher biblique
  - R.P. Aimé Roche, Dieu m’a provoquée
- 1967 :
  - Marie-Thérèse Laureilhe, Le Miroir de Perfection[32].
  - Hélène Marguerite, Faiblesse oblige
  - Roger Parrel, Ouverture sur le monde
- 1968 :
  - R.P. Georges Cadel, Noirs et Blancs
  - Dr Denys Gorce, Faber
  - Mgr Pierre Jobit, Alexandre VI
  - Maurice Pontet, Pascal et Teilhard, témoins de Jésus-Christ
- 1969 :
  - André Charlier, Que faut-il dire aux hommes ?
  - Marcel Migeo, Saint-Exupéry
  - Charles Molette, L’Association catholique de la jeunesse française
  - G. Gaetano Di Sales, L’autre bout de la rue du Bac
- 1970 :
  - Antoine de La Garanderie, La Valeur de l'ennui
- 1971 :
  - Gaston Bouthoul, L'Infanticide différé
  - Bertrand de Margerie, Le Christ pour le monde
- 1972 :
  - Adalbert-Gautier Hamman, La Vie quotidienne des premiers chrétiens
- 1973 :
  - Olivier Clément, Questions sur l'homme
  - Charles Combaluzier, Dieu demain[33]
  - Odette Jahan, De l'amour à l'amour
  - Stéphane Marie Leuret-Dupanloup, Le Cœur de saint Vincent de Paul
  - Prosper Olmière, Galamus. Le roman d'un ermite
- 1974 :
  - Jean Brun, La Nudité humaine
  - Jacques Duquesne, Les 13–16 ans
- 1975 :
  - Anne-Marie Goulinat, Jean-Gabriel Goulinat, sa vie, sa carrière
  - Jean Portail, Savoir mourir
- 1976 :
  - René Nelli, La Philosophie du Catharisme
- 1977 :
  - Ilse Barande, Histoire de la psychanalyse en France
  - Béatrice Didier, Un dialogue à distance : Gide et du Bos
  - Emmanuela Kretzulesco, Les Jardins du songe? Poliphile et la Mystique de la Renaissance
  - Édith Lesprit, L'Enfer d'où je viens : le Bangladesh
  - Ginette Raimbault, L'Entretien avec l'enfant
- 1978 :
  - Aimé Becker, L'Appel des Béatitudes. À l'écoute de saint Augustin
  - Roger Bouyssou, La Singulière route de J.-K. Huysmans
  - A-M. Cocagnac, Aujourd'hui l'Inde spirituelle
  - Jean Lebeau, Salvator Mundi, l'exemple de Joseph dans le théâtre allemand au XVIe siècle
  - Georges Sonnier, Le Secret des sources
- 1979 :
  - Jean-Marie Benjamin, L'Octobre romain de Jean-Paul II
- 1980 :
  - Jean Delumeau, Histoire vécue du peuple chrétien
- 1981 :
  - René Laurentin, Vie authentique de Catherine Labouré
- 1982 :
  - Yves Congar, Diversités et communion
  - Michel Dupuy (1924-2011), Se laisser à l'Esprit. Itinéraire spirituel de Jean-Jacques Olier
- 1984 :
  - Bertrand de Margerie, Introduction à l'histoire de l'exégèse
- 1985 :
  - Simone Pétrement, Le Dieu séparé, les origines du gnosticisme
  - Jean-Pierre Hiver-Bérenguier, Constance de Rabastens. Mystique de Dieu et de Gaston Fébus
  - Isabelle Bonnot, Hérétique ou saint ? Henry Arnauld, évêque janséniste
- 1986 :
  - Gabrielle Chevassus, Mon Dieu vers qui je cours
- 1987 :
  - Antonio Fonseca, La Rage de survivre
  - André David, Compte à rebours avec Dieu
- 1988 :
  - Édouard Bled, J'avais un an en 1900
- 1989 :
  - Alain Carpentier, Le Mal universitaire, diagnostic et traitement
- 1990 :
  - Élisabeth Behr-Sigel, Le Lieu du cœur
  - Pierre Lauzeral, Une Femme qui sut aimer, Thérèse d'Avila, Médaille de bronze.
  - Bernard Montagnes, Exégèse et obéissance, Correspondance Cormier-Lagrange
- 1991 :
  - Xavier Tilliette, Le Christ de la philosophie,
- 1992 :
  - Alain de Libera, Albert le Grand et la Philosophie (Vrin)
- 1993 :
  - Lycée Henri-Bergson (Angers), Regards sur Henri Bergson
  - Jean Onimus, Étrangeté de l'art
- 1994 :
  - Geneviève Bollème, Parler d'écrire
  - Guillemette de Sairigné, Tous les dragons de notre vie
- 1995 :
  - François Saint-Pierre, France, sois ce que tu es (Pierre Téqui éditeur)
- 1996 :
  - Dominique-Marie Dauzet, Petite vie de saint Norbert (Desclée de Brouwer)
- 1998 :
  - Jean-Marie Moine, René Boudot, Le Feu sacré. Un ouvrier chrétien du Pays-Haut (Serpenoise)
- 1999 :
  - Lambros Couloubaritsis, Histoire de la philosophie ancienne et médiévale

### De 2000 à 2023
- 2000 - Alexandre Jollien, Éloge de la faiblesse (Marabout)
- 2001 - Alberte van Herwynen, L'Arpenteur des Lumières (Le Pommier)
- 2002 - René Guitton, Si nous nous taisons… Le martyre des moines de Tibhirine (Calmann-Lévy)
- 2003 - Michèle-Irène Brudny, Karl Popper, Un Philosophe heureux (Le Livre de Poche)
- 2004 - Joël Bouessée, Du côté de chez Gabriel Marcel (L'Age d'Homme)
- 2004 - Jacques Julliard, Le Choix de Pascal (Flammarion)
- 2005 - Henri Hude, L'Éthique des décideurs (Presses de la Renaissance)
- 2006 - Renaud Girard, Pourquoi ils se battent. Voyage dans les guerres du Moyen-Orient (Flammarion)
- 2007 - Marie-Frédérique Pellegrin, Le système de la loi de Nicolas Malebranche (Vrin)
- 2008 - Jean-François Mattéi, Le Regard vide (Flammarion)
- 2009 - Myriam Revault d'Allonnes, L'Homme compassionnel (Seuil)
- 2010 - William Marx, Vie du lettré (Minuit)
- 2011 - Stéphane Chauvier, Le Sens du possible (Vrin)
- 2012 - Bérénice Levet, Le Musée imaginaire d'Hannah Arendt (Stock), médaille d'argent.
- 2013 - Anca Vasiliu, Images de soi dans l’Antiquité tardive (Vrin)
- 2014 - Fabrice Wilhem, L’Envie. Une passion démocratique au XIXe siècle (PU Paris-Sorbonne), médaille d’argent (PUPS)
- 2015 - Nathalie Heinich, Le Paradigme de l’art contemporain. Structures d’une révolution artistique (Gallimard)
- 2016 - Hervé Gaymard, bonheurs et grandeur. Ces journées où les Français ont été heureux (Perrin)
- 2017 - Denis Lacorne, les Frontières de la tolérance (Gallimard)
- 2018 - Gilles Lipovetsky, Plaire et toucher. Essai sur la société de séduction (Gallimard)
- 2019 - Olivia de Lamberterie, Avec toutes mes sympathies (Babelio)
- 2020 - Isabelle Mordant, Mystère de la fragilité (Cerf)
- 2021 - Jean Seidengart, L’Univers infini dans le monde des Lumières (Les Belles lettres)
- 2022 - Neil MacGregor, À monde nouveau, nouveaux musées. Les musées, les monuments et la communauté réinventée (Hazan)
- 2023 - Olivier Roy, L’Aplatissement du monde. La crise de la culture et l’empire des normes (Seuil)
- 2024 - Guillaume Alonge et Olivier Christin, Adam et Ève, le paradis, la viande et les légumes (Anacharsis)[34]

## Lauréats du prix scientifique
- 1821 - Jacques-Antoine Delpon (prix de géographie)
- 1822 - Claude-François-Étienne Dupin (prix de la statistique) pour son mémoire Observations géognosiques faites dans les Pyrénées.
- 1824 - Benoiston de Châteauneuf (prix de la statistique) pour son mémoire sur les enfants trouvés
- 1825 - Jean-Victor Poncelet, prix de mécanique pour sa roue hydraulique à aubes courbes ; Auguste Creuzé de Lesser, prix de statistique. Dr Charles Chossat (prix de physiologie) pour ses recherches sur la fonction urinaire. Philibert Joseph Roux (médecine) pour l'étude de la suture du voile du palais.
- 1826 - Nicolas Deleau (médecine)
- 1827 - Pierre Joseph Pelletier et Joseph Bienaimé Caventou pour la découverte de la quinine.
- 1828 - Jean Civiale[35] (physiologie expérimentale) pour ses recherches sur la lithotritie ; Pierre Adolphe Piorry (médecine et chirurgie) pour l'invention du plessimètre à plaque.
- 1829 - Adrien Thilorier (mécanique) pour une machine à comprimer les gaz[36], Jean-Léonard-Marie Poiseuille (physiologie), Jean-Pierre Falret (prix de la statistique)
- 1830 - Marc-Antoine Puvis (prix de la statistique) pour sa Notice statistique sur le Département de l'Ain ; Jacques Babinet (mécanique) pour le perfectionnement des machines pneumatiques ; Léon Dufour (physiologie expérimentale) pour ses Recherches sur les hémiptères ; M. le chevalier Aldini (arts insalubres) pour les Moyens de préserver les pompiers.
- 1831 - François Robiquet, pour sa Statistique de la Corse (statistique) ; Bernard Courtois, Jean Lugol et F.-W. Sertürner[37] (médecine) ; Karl Ernst von Baer (physiologie expérimentale) pour son ouvrage sur le développement des vertébrés, spécialement des oiseaux, Karl Friedrich Burdach, Martin Rathke et J.-L. Poiseuille (physiologie expérimentale) ; Alexandre Parent du Châtelet (arts insalubres).
- 1832 - A. Jullien (statistique) pour sa Topographie de tous les  vignobles ; Adrien Thilorier (mécanique) pour une nouvelle machine à faire le vide[38] ; Louis Rousseau (1788-1868) et Nicolas Deleau (médecine) ; physiologie : non-attribué (prix d'encouragement à M. Carus). Ismaël Robinet (arts insalubres) pour l'invention d'un soufflet propre à remplacer les poumons de l'ouvrier en cristallerie.
- 1833 - André-Michel Guerry (prix de la statistique) ; Delpech et Coste (physiologie).
- 1834 - Jean-Nicolas Gannal
- 1835 - Prix de mécanique attribué au colonel Antoine Raucourt pour son dynamomètre ; prix de statistique à Nicolas Delacroix pour sa Statistique du département de la Drôme ; prix de physiologie partagé entre Ch. Gaudichaud, pour ses recherches sur le développement et l’accroissement des tiges, feuilles et autres organes de végétaux, et Jean-Léonard-Marie Poiseuille ; François-Victor Mérat de Vaumartoise et Jacques de Lens (médecine) ; Prix relatif au moyen de rendre un art ou un métier moins insalubre : Joseph Degousée, Louis-Georges Mulot, Francisco Amorós ; médaille d'encouragement : Jean-Nicolas Gannal
- 1836 - Jean-Nicolas Gannal (arts insalubres).
- 1837 - Heinrich Rudolf Ernst (mécanique) pour son planimètre orthogonal.
- 1838 - A. R. du Châtellier (statistique) pour ses Recherches statistiques sur le département du Finistère ; Anatole Hüe de Caligny (mécanique) pour son mémoire sur un système d'écluses à flotteurs et à colonnes oscillantes ; Richard Bright, Fernand Martin-Solon et Pierre Rayer (physiologie et médecine) pour leurs recherches sur l'albuminurie ; A.-J. Castéra (arts insalubres) pour la création des sociétés de naufrage.
- 1839 - Alexandre Fourcault (médecine), pour ses recherches expérimentales sur les fonctions de la peau ; Stéphane Ajasson de Grandsagne (prix des arts insalubres) avec Eugène de Bassano pour leur invention d'une lampe de secours pour les mineurs, dont la mèche peut s'enflammer même dans les gaz acide carbonique, sulfureux.
- 1840 - Ch. Chossat (physiologie expérimentale) pour ses Recherches sur l’inanition. Louis Tanquerel des Planches (médecine et chirurgie) pour son Traité des maladies de plomb ou saturnisme. Mécanique, Statistique et Arts insalubres : non décernés.
- 1841 - George Richards Elkington, Auguste de la Rive et Henri de Ruolz (arts insalubres) pour leurs méthodes de dorure galvanique, substitut à la dorure au mercure utilisée jusque-là.
- 1842 - Louis-Dominique Girard (mécanique) pour son système ingénieux d'écluse à flotteur. V. P. Demay (statistiques) pour sa Monographie des secours publics. Edme Augustin Chameroy (prix des arts insalubres) pour l'invention des conduites de gaz en tôle bitumée. Jean-Léonard-Marie Poiseuille (médecine).
- 1843 - mécanique : non attribué ; Jérôme Chalette (statistique) ; Louis Agassiz et Bischoff (physiologie expérimentale). M. Chaussenot (prix des arts insalubres). Amussat et G. Bonnet (médecine).
- 1845 - A. Delpech (statistiques) pour son Mémoire sur les épidémies de l'année 1844 ;
- 1846 - Hermann Lebert pour ses recherches microscopiques et Théophile Roussel pour ses observations sur la pellagre (médecine) ;
- 1847 - Pierre-Adolphe Bobierre et Édouard Moride (statistique) pour l'étude de la qualité agricole des cours d'eau de la Loire-Inférieure ; mécanique et physiologie expérimentale : non attribués ; Jackson et W. T. Morton pour l'utilisation de l'éther en anesthésie (médecine) ; Edme Jean Leclaire (arts insalubres) pour un procédé de peinture à base de blanc de zinc
- 1848 - Mécanique : non attribué ;
- 1851 - Timoléon Maurel (1819-1879) et Jean-Honoré Jayet (1820-1904), prix de mécanique[39] pour l'invention de l'arithmaurel.
- 1852 - Jacques Triger (mécanique) pour l'invention du procédé de refoulement de l'eau dans les aquifères au moyen de l'air comprimé ; Horace Émile Say (statistique) pour sa Statistique de l'industrie de Paris ; Augustus Volney Waller (physiologie) pour l'identification des segments de la colonne vertébrale contrôlant les muscles ciliaires. J.-B. Bourgery et N.-H. Jacob (médecine et chirurgie) pour leur ouvrage sur l'anatomie du système nerveux.
- 1853 - Louis Franchot (prix de mécanique) pour l'ensemble de ses recherches sur les moteurs thermiques, Horace Émile Say (prix de la statistique) ; A. Koelliker (médecine), pour son « Anatomie des tissus de l’homme » ; à MM. Ch. Robin et Verdeil (médecine), pour leur « Traité de chimie anatomique et physiologique de l’homme » ; à Magnus Huss (médecine), pour son « Traité de médecine sur l’alcoolisme chronique » ; à B. Morel (médecine), pour son « Traité des maladies mentales » ; à Félix Sestier (médecine), pour son « Traité de l’angine laryngée œdémateuse » ; à Auguste Vidal de Cassis (médecine), pour son Traité des maladies vénériennes ; à N. Guibourt (médecine), pour son « Histoire naturelle des drogues simples » ; à J. Abeille, pour son « Traité des hydropisies et des kystes ». MM. Arnaud, Herpin et Doyère (arts insalubres), pour leurs découvertes concernant les moyens de mettre les blés à couvert des ravages de l’alucite.
- 1854 - Prix de Statistique attribué en 1855 à Fr. Le Play. Prix de mécanique non attribué ; Moritz Schiff (médecine) pour ses recherches concernant l’influence des nerfs sur la nutrition des os ; C. Davaine (physiologie), pour ses Recherches sur la génération des huîtres ;  M. Rouy (arts insalubres), qui a substitué la fécule de pomme de terre à la poudre de charbon dans la préparation des moules à l’usage des fondeurs en métaux ; Émile Vallin, médecin de santé publique.
- 1855 - Pierre Prosper Boileau (mécanique), pour l’ensemble de ses recherches expérimentales sur l’hydraulique. Frédéric Le Play (statistiques, au titre de 1854) pour son essai Les ouvriers européens et Louis Vicat (prix de 1855) pour ses Recherches statistiques sur les ciments calcaires à chaux hydraulique et à ciment naturel ; Ch.-E. Brown-Séquard (physiologie expérimentale) ; Émile Blanchard (physiologie), pour l’étude des vers parasites ; MM. Boutron et Boudet (arts insalubres) pour leur méthode de titrage rapide de la chaux et de la magnésie dans les eaux potables.
- 1856 - Anton Schrötter von Kristelli (arts insalubres) pour la préparation du phosphore rouge.
- 1857 - Mécanique et statistique : non-attribués. Paul Broca pour ses recherches sur l'anévrisme, O. Delafond et H. Bourguignon pour leur "Traité de la gale chez les animaux domestiques" ; à B. Morel (médecine et chirurgie) ; E. Rolland (arts insalubres) pour son torréfacteur mécanique à tabac, éliminant les vapeurs délétères.
- 1858 - A. Dumontpallier (prix de chirurgie et de médecine) pour sa thèse sur l'infection purulente à la suite de l'accouchement.
- 1859 - M. Duffaud (statistique) pour son Mémoire sur le prix des grains à Poitiers pendant trois siècles. Henri Giffard (mécanique) pour son injecteur automatique des chaudières à vapeur ; Auguste Dannery pour sa machine à débourrer les chapeaux des cardes (arts insalubres). Charles Négrier pour son ouvrage sur les ovaires (médecine et chirurgie). Louis Pasteur (physiologie expérimentale) pour son travail sur les fermentations. Louis Guigardet (arts insalubres) pour la mise au point d'une lampe sous-marine fonctionnant au gaz[40].
- 1860 - Jean Arondeau (statistiques) pour son travail concernant les comptes généraux de la justice criminelle. Prix de mécanique non attribué. Nikolaï M. Jacubowitsch (physiologie expérimentale) pour son travail sur la structure intime du cerveau et de la moelle épinière chez l’homme et chez les animaux vertébrés.
- 1861 - André-Michel Guerry (prix de la statistique) ; mécanique : non décerné ; Benedict Stilling (physiologie expérimentale) pour son grand ouvrage sur la « Structure de la moelle épinière » ; Casimir Davaine (médecine et physiologie) pour son Traité des entozoaires et des maladies vermineuses, à Jules Bergeron pour son ouvrage sur la Stomatite des soldats et à Victor Pierre Alfred Maingault pour son ouvrage sur la Paralysie diphthéritique ; Antoine Mandet  (arts insalubres), inventeur de l’encollage à base de glycérine, et à M. Fournier, pour un procédé servant à révéler les fuites de gaz dans les appareils d’éclairage.
- 1863 - Alexandre Collin (prix de statistique), pour ses recherches expérimentales sur l’évaporation (attribué par l'Académie l'année suivante). Édouard Chassaignac (prix de chirurgie et de médecine) pour sa méthode d'écrasement linéaire ; Armand Moreau et Alfred Vulpian (physiologie expérimentale) ; Gabriel Grimaux de Caux et Charles-Ernest Guignet (arts insalubres).
- 1864 -  N. Guérin (prix de la statistique), pour sa Statistique agricole du canton de Benfeld ; mécanique : non décerné ; F. A. Zenker, Ferdinand Martin et Alfred Collineau (prix de chirurgie et de médecine) pour leur ouvrage sur la coxalgie et les moyens de la soigner. Prix de physiologie expérimentale : E.-G. Balbiani, pour ses recherches sur la constitution du germe dans l’œuf animal avant la fécondation ; et à Z. Gerbe, pour ses observations sur la reproduction des Colpodes (physiologie expérimentale). J.-B. Dumas et Jean-René Benoît (arts insalubres), pour l’application de la lumière électrique à l’éclairage des mines.
- 1866 - Étienne Lancereaux  pour son Traité historique et pratique de la syphilis.
- 1867 - Émile-Narcisse Thierry et René Henri Blache (prix de médecine)[41].
- 1868 - Alexandre Lavalley (prix de mécanique) pour les engins de dragages mis en œuvre à Port-Saïd ; Charles Bérigny (statistique) pour ses observations météorologiques faites à Versailles ; Z. Gerbe (physiologie expérimentale) pour l'étude des vésicules constituant l’œuf ovarien ; Villemin, pour ses études sur la virulence de la tuberculose ; Vignier (arts insalubres) pour l'invention des aiguillages de chemin de fer.
- 1869 - A. Arson (mécanique), pour ses recherches expérimentales sur l'écoulement des gaz dans les conduites longues ; J.-C. Chenu (statistique) pour sa statistique médicale de la campagne d'Italie ; A. Famitzine (Physiologie exp.) pour l'influence de la lumière sur les plantes ; T. Junod (médecine) pour son mémoire Des médications hémospasiques et aérothérapiques ; P. Pimont (arts insalubres) pour son calorifuge plastique.
- 1870 - Alfred Potiquet (statistique) sur La vie moyenne des académiciens ; Samuel Chantran pour ses observations sur l'histoire naturelle des écrevisses, et A. Gris pour son Mémoire sur la moelle des plantes ligneuses (prix de physiologie expérimentale); Goldenberg, pour les moyens de salubrité mis en pratique dans ses usines (prix des arts insalubres); Gréhant, pour ses recherches physiologiques et médicales sur la respiration de l'homme, et Blondlot, pour une série de Mémoires concernant des questions litigieuses de médecine, de chimie toxicologique et de physiologie (prix de médecine et chirurgie)[42]. Pas de prix décerné en mécanique
- 1871 - Étienne Lancereaux et Pierre Lackerbauer pour leur "Atlas d'anatomie pathologique", et le Dr. Chassagny, pour son ouvrage "Méthode des tractions soutenues. Le forceps considéré comme agent de préhension et de traction, etc." (prix de médecine et chirurgie); E. Cadet pour son ouvrage "Le Mariage en France" (prix de statistique); J. Raulin pour ses études chimiques sur la végétation (prix de physiologie expérimentale); Théophile Guibal pour son système de ventilation appliqué à l'aérage des mines (prix des arts insalubres)[42].
- 1873 - Georges Pouchet (physiologie expérimentale) pour ses recherches sur les changements de coloration sous l'influence des nerfs chez divers animaux.
- 1874 - colonel J. Ricq (mécanique) pour un enregistreur à indications continues déterminant la loi de variation des pressions produites par les gaz de la poudre ; Jules Péan (médecine) pour ses travaux sur l'hystérotomie[43]. Louis Charles Malassez pour sa méthode de comtage des globules rouges.
- 1875 - A. Borius (statistique) pour ses recherches sur le climat du Sénégal ; E. Faivre (prix de physiologie expérimentale) pour ses travaux sur les fonctions du système nerveux chez les insectes ; Dr Onimus (prix de médecine et de chirurgie) pour ses recherches sur l'application de l'électricité à la thérapeutique ; Louis Denayrouze pour les améliorations apportées aux scaphandres (prix des arts insalubres);
- 1876 - Pierre Constant Budin (médecine) pour sa thèse sur la tête du fœtus en obstétrique[44]. Toussaint Loua (1824-1907)  (statistiques) « pour la confection des quatre volumes in-folio de la Nouvelle série de la statistique de la France[45] ». Henry Toussaint et Morat (physiologie) pour leur travail sur les variations de l'état électrique des muscles dans les différentes formes de contraction. Eugène Turpin (arts insalubres) pour sa découverte des couleurs inoffensives.
- 1877 - C. E. Caspari (mécanique) pour ses Études sur le mécanisme et la marche des chronomètres[46]. ; Émile Yvernès (1830-1899) (statistiques) « pour le travail éclairé et les soins persévérants qu'il apporte aux volumes de la Statistique Générale de la France[45] ». Physiologie : D. Ferrier pour ses expériences sur les effets produits par l'électrisation de la surface du cerveau, et C. Carville et H. Duret (1849-1921). Arts  insalubres : Frédéric Hétet, pour l'amélioration des eaux potables fournies par les condenseurs  à surface employés dans la construction des machines à vapeur et pour éviter leurs effets corrosifs sur les chaudières.
- 1878 - Étienne Lenoir pour ses travaux sur l’étamage des glaces[47] ,[48]
- 1878 - George Henry Corliss[49],[50] (mécanique), attribué le 10 mars 1879 au titre du prix de 1878.
- 1879 - Edmond Simonin (physiologie) pour ses recherches sur les propriétés anesthésiques de l'éther.
- 1880 - E. Cornut (mécanique) pour son Catalogue raisonné des défauts des tôles. Dr René Ricoux (statistiques) pour son essai La démographie figurée de l'Algérie. Dr Charcot pour ses recherches sur la localisation des fonctions cérébrales, Dr Louis Jullien (1850-1913) pour ses recherches sur les maladies vénériennes et la syphilis tertiaire, Dr Ph.-C. Sappey pour ses recherches sur l'appareil lymphatique des poissons (médecine).
- 1881 - Ch. Armengaud (mécanique) ; Louis Amat et Fernand Bezançon (statistiques) ; Arsène d'Arsonval (physiologie) ; Paul Richer (médecine et chirurgie)
- 1882 - Émile Cheysson (statistique) ; Maurice Krishaber (prix de médecine et chirurgie)[51].
- 1883 - Léon Francq et L. Renouf (mécanique) pour les  perfectionnements apportés à la machine à vapeur sans foyer ; Charles Nicolas (statistique) ; Paul Regnard (physiologie) ; Constantin Paul, H. Roger et Émile Vallin (prix de médecine et chirurgie) ; arts insalubres : non attribué.
- 1884 - Niklaus Riggenbach (mécanique) pour la construction  de chemins de fer à crémaillère. Alfred Durand-Claye (statistique) pour son rapport sur l'épidémie de fièvre typhoïde à Paris en 1882 ;
- 1885 - J. Amsler-Laffon (mécanique) pour son planimètre polaire ; P. de Pietra Santa et O. Keller (statistique) ; Augustin Charpentier, L.-H. Farabeuf, J. Regnauld et E. Villejean (médecine) ; C. A. Rémy (physiologie) ; Charles Girard (1837-1918), arts insalubres).
- 1886 - Constant Rozé (mécanique) pour ses recherches de mécanique de précision ; Jules Socquet (statistique) pour l'étude statistique de la criminalité en France de 1826 à 1880 ; Louis Landouzy et Jules Dejerine pour leur étude sur "la myopathie atrophique progressive", renommée aujourd'hui la dystrophie facio-scapulo-humérale; Victor Babeș pour le premier traité de bactériologie ; Léon Appert (arts insalubres) pour l’amélioration du soufflage du verre.
- 1887 - Paul Vieille (mécanique) en reconnaissance de ses travaux sur les ondes de choc et les phénomènes de détonation ; Victor Turquan (statistique) ; Henri Leloir, Ernest Motais, Edmond Nocard et H. Mollereau (médecine) ; C.-E. Quinquaud (physiologie) ; Édouard Heckel (arts insalubres, encouragement pour son travail sur la cure du rouge de la morue)[52],[53].
- 1888 - Henry Bazin (mécanique) pour ses recherches hydrauliques sur l'écoulement des canaux découverts et les ondes de translation ; Félix Faure (statistiques) pour l'étude des budgets contemporains ; Ch. Bailly (médecine) ;  Augustus D. Waller et Léon Fredericq (prix de physiologie expérimentale) ; Dr Paquelin et M. Fumat (arts insalubres).
- 1889 - Gustave Eiffel (mécanique) pour l’ensemble de ses  constructions métalliques ; M. Lédé pour ses études sur la mortalité du jeune âge, partagé avec MM. Ch. Lallemand et Jules Petitdidier (posth.) (statistique) ; Albert Lecoy de La Marche pour son livre Les Sceaux ; Jules Arnould (médecine).
- 1890 - Ed. Locher (mécanique) pour le chemin de fer de la Jungfrau ; Dr Paul Topinard (statistique) ; Gabriel Arthaud (physiologie) ; Paul Tillaux (médecine et chirurgie) ; Casimir Tollet (arts insalubres).
- 1891 - Édouard Caméré (mécanique) pour les barrages à rideau escamotable ; Émile Cheysson (statistique) ; Paul Richer (médecine et chirurgie) pour ses études cliniques sur la grande hystérie ou hystéro-épilepsie ; Dr Baÿ (arts insalubres)
- 1892 - N.-J. Raffard (mécanique) pour sa balance dynamométrique  et son accouplement élastique ; Maurice Bastié (statistique) ; Ephrem Aubert (physiologie) ; Raoul Anthony (médecine) ; Louis Guéroult (arts insalubres), pour sa potée à base d'acide métastannique dans le polissage du cristal.
- 1893 - Alfred-Aimé Flamant pour l’ensemble de ses travaux de mécanique ; Joseph-Louis A. Marvaud (statistique) ; Jacques-Émile Abelous (physiologie)
- 1894 - Bertrand de Fontviolant (mécanique) pour ses travaux sur  la résistance des matériaux; Émile Boutin (statistique) ; Georges Félizet, Laborde et Panas (médecine et chirurgie)[54] ; Gabriel Bertrand  (physiologie) ; Antoine Balland (1845-1927) (arts insalubres).
- 1895 - François Galliot (mécanique) pour son toueur électrique ; Alfred Martin et Charles Baltet (statistique) ; Michel Gangolphe, Armand Imbert et Pierre Joseph Teissier (médecine) ; Maurice Artus (physiologie) pour ses travaux sur la coagulation ; Dr Auguste-Ernest Gérardin (arts insalubres) pour ses recherches sur la décantation des eaux par précipitation.
- 1896 - Henry Parenty (mécanique) pour ses inventions visant à la mesure de pressions extrêmes des fluides ; le Comité des Compagnies d'assurances à primes fixes sur la vie (statistique) pour ses tables de mortalité ; Sigismond Laskowski (médecine) pour son atlas anatomique du corps humain ; Charles Contejean (physiologie) pour ses recherches sur la digestion ; Émile Cacheux (arts insalubres) pour l'amélioration de la condition des ouvriers.
- 1897 - M. Bourguin (mécanique) pour la motorisation du hâlage au tunnel du Mont-de-Billy ; Gustave Bienaymé (statistiques) ; Gaston Contremoulins pour ses recherches sur l’usage des rayons X pour la recherche anatomique[55] ; François Arnaud (arts insalubres).
- 1898 - Fernand Barlatier de Mas (mécanique) pour ses recherches sur la résistance de l'eau au mouvement des navires ; Alfred des Cilleuls (statistique) pour ses Études et relevés sur la population française avant le XIXe siècle ; Antonin Poncet et Léon Bérard prix de médecine pour leur Traité clinique de l'actinomycose humaine (mention pour Anatole-Félix Le Double). P. Carles et F. Masure (arts insalubres) pour leurs recherches sur le vin.
- 1899 - Léon Partiot  (mécanique) pour ses travaux sur le régime hydraulique des fleuves ; Office central des œuvres de bienfaissance (statistique) ;
- 1900 - Colonel du génie Jules Lerosey (mécanique) pour ses travaux sur les ponts démontables ; Pierre du Maroussem (statistique) pour ses volumes sur la question ouvrière ; H. Hallopeau, L.-E. Leredde, pour leur traité de dermatologie ; Guilleminot et Jules Soury (médecine) ; Victor Pachon et Mlle Jodeyko (sic) (physiologie) ; A. Trillat, Henri Sévène et  Émile David Cahen (arts insalubres).
- 1901 - Aimé Witz (mécanique) ; Georges Baudran (statistique) pour La tuberculose dans le département de l'Oise ; Michel Buffard (†1909) et Georges-Édouard Schneider pour leurs travaux sur la dourine ; Victor Balthazard (1872-1950) (médecine) ; Marcel Mirande (physiologie expérimentale) pour ses « Recherches anatomiques et physiologiques sur les Cuscutacées. » Albert Dormoy et Louis Vaillard (1850-1935) (arts insalubres).
- 1902 - Commandant Louis Hartmann (mécanique) pour avoir trouvé le moyen de faire apparaître à la surface des corps élastiques les lignes de  glissement produites dans leurs déformations ; Claude Boucher pour avoir "résolu le difficile problème de la fabrication des bouteilles, reconnaissant également l'immense service rendu par cet inventeur à l'industrie verrière et à l'hygiène des ouvriers verriers" (arts insalubres).
- 1903 - Paul Bodin, ingénieur des travaux publics, pour sa conception des « arcs équilibrés ». Édouard Gapelle (arts insalubres).
- 1904 - Gustave Richard (mécanique) ; V. V. Lowenthal et Paul Razous (statistiques) ; Justin Jolly (physiologie) ; Paul Reclus, Alexandre Kermorgant et L. Cazalbou (médecine et chirurgie); Dupont (arts insalubres), fabricant de fonte émaillée au Cateau, Nord, et Dr. Détourbe, pour son masque « respirateur » contre les poussières, et ses « lunettes protectrices » contre les éclats et projections.
- 1905 - Augustin Mesnager (mécanique) ; Edmond Gain (statistique) ; Louis-Camille Maillard, Albert Malherbe et Albert Le Play (médecine) ; J. Lefèvre et Jules Laurent (1860-1918) (physiologie) ; E. Donard (arts insalubres) pour son dessiccateur ;
- 1906 - Georges Marié (mécanique) ; Dr. E. Ausset (statistiques) ; Victor Georgel (arts insalubres), chimiste à la cristallerie de Baccarat. J. Albarran (médecine et chirurgie).
- 1907 - G. Guënot (mécanique), pour ses études expérimentales  des déformations des voies de chemin de fer et des moyens d’y remédier ; Léon d'Anfreville de La Salle (médecine et chirurgie) ; Édouard Meyer (Physiologie) ; Paul Bonneville (arts insalubres) pour son procédé d’émaillage mécanique des fontes sans dégagement de poussières.
- 1908 - Édouard Lebert (mécanique) ; Hermann Laurent (statistique) ; Marcel Frois et Georges Claude (arts insalubres) pour ses travaux relatifs à l’étude et aux applications des méthodes propres à absorber ou liquéfier les gaz.
- 1909 - Léon Lecornu (mécanique) ; Louis de Goy (statistiques) pour ses recherches sur les finances publiques ; Charles Nicolle et Jean-Alban Bergonié (prix de médecine) ; Charles Dhéré et E. Pozerski (physiologie), le premier pour ses recherches spectrographiques sur l'absorption des rayons ultra-violets par les albuménoïdes, les protéines et leurs derivés ; le second, pour ses contributions aux propriétés physiologiques de la papaïne ; Émile Lefranc, Paul Letellier et Maurice Perrot (arts insalubres), fabricants de couleurs à Paris.
- 1910 - Jules  Gaultier (mécanique) ; Émile Roubaud, G. Martin et A. Lebouf ; Taffanel (arts insalubres), ingénieur des mines, directeur de la station d’essai du Comité central des Houillères à Liévin.
- 1911 - Émile Jouguet (mécanique) pour ses travaux relatifs à la thermodynamique et à la mécanique chimique[56] ; René Risser (en) (statistiques) ; Léo Testut et Octave Jacob, Alexandre Besredka, Éric Cassaët (médecine) ; René Marage et Raoul Combes (physiologie) ; Jules Tissot (arts insalubres), assistant au Muséum d’histoire naturelle.
- 1912 - Adolphe Doutre (mécanique) pour son essai sur La stabilisation automatique longitudinale des aéroplanes ; Paul Adam (Arts insalubres) ; V. Pachon, Charles Nicolle et  Otto Josué (médecine) ; Paul Portier (physiologie expérimentale) ; Henri Auterbe (statistique). Paul Adam (arts insalubres).
- 1913 - L. Sauvage (mécanique) ; Michel Cohendy (statistiques) ; Mme Lina Negri-Luzzani, à  Léo Ambard, à MM. Alcide Railliet, Gustave Moussu et Albert Henry (médecine et chirurgie) ; Alexandre Desgrez et Victor Balthazard (Arts insalubres).
- 1914 - Ed. W. Bogaert (mécanique) pour son ouvrage sur l'effet gyrostatique ; René Worms (statistiques) ; H Bierry  (médecine et chirurgie) ; André Mayer et George Schaeffer (physiologie) ; le prix des arts insalubres n'a pas été décerné.
- 1915 - Fernand de Montessus de Ballore (statistique) pour son essai La sismologie moderne ; André Kling (Arts insalubres) pour l’ensemble de ses travaux relatifs à l’hygiène publique et à l’hygiène industrielle, François Maignon (physiologie), André Thomas.
- 1917 - René de Saussure (mécanique) ; Henri Abraham et Paul Sacerdote (statistique) pour « Recueil de constantes physiques »,Hippolyte Morestin, Edmond Delorme et Auguste Pettit (médecine) ; Gabriel Foucher (physiologie) pour ses recherches sur les orthoptères ; Marius Picon et Marcel Lantenois (Arts insalubres) pour leur travail sur les masques à gaz[57].
- 1918 - Charles Boileau (prix de mécanique)[58]. Henri Velu : citation (médecine et chirurgie : ensemble de son travail sur la lymphangite épizootique)[59].
- 1919 - Auguste Pettit et L. Martin; Henri Albert Herdner (prix de mécanique)
- 1920 - Joseph Pelletier, pharmacien
- 1920 - Eugène Fournier
- 1921 - Émile Roubaud (prix de médecine). Henri Velu : citation (médecine et chirurgie : travaux sur les pyroplasmoses)[59]
- 1922 - Farid Boulad Bey (mécanique) pour se travaux de nomographie ; Pierre Richard (statistiques) ; Charles Boulin (arts insalubres, prix posthume) ; Gaston Giraud (physiologie) ; Charles Dopter, Eugène Wollman, Edmond Lesné et Léon Binet (médecine et chirurgie)[60].
- 1923 - Albert Henri Chipart (prix de mécanique) ; Henry Bordier (physiologie), Alfred Barriol (statistique).
- 1924 - Michel Huber (statistiques) pour l'ensemble de son oeuvre ; Antoine Magnan (mécanique) pour son invention des fils chauds ; Victor Babeș (médecine)
- 1925 - Maurice Halbwachs, statistiques[61] ; Maurice Javillier (prix des arts insalubres)
- 1926 - Kyrille Popoff (mécanique) pour ses études sur la balistique extérieure ; Institut de Statistiques de l'Université de Paris (statistique), mention honorable à Ernest Bon ; Auguste Quidor et Marcel Duval (physiologie) ; Maurice Blanchard et Gustave Lepou (médecine et chirurgie) ; Ernest Portier (arts insalubres), mention honorable à Louis Chelle.
- 1927 - Jean Gérard (statistique), président de la Société de chimie  industrielle pour son ouvrage Dix ans d’efforts scientifiques, industriels et coloniaux ; Louis Merklen (physiologie) pour l'étude du rythme du cœur au cours de l’activité musculaire ; Raoul Bensaude (médecine et chirurgie) pour  son Traité d'endoscopie recto-colique ; Émile Kohn-Abrest (arts insalubres).
- 1928 - Louis Bergeron (mécanique) pour ses travaux sur les turbines hydrauliques ; Georges Darmois (statistique) ; Maurice Rose (physiologie) ; Maurice Chiray et Yon Pavel (médecine et chirurgie) ; Michel Rosenblatt (arts insalubres).
- 1929 - Maurice Olivier (statistique) ; Jacques Delamain, avec Pourquoi les oiseaux chantent[62] : fondation de l'ornithologie amateur en France ; André Strohl (physiologie) ; Gaston Cotte (médecine et chirurgie), mention honorable à Francis Rathery ; Daniel Florentin et Gaston Courtois (arts insalubres).
- 1930 - René Roy (statistique) pour l'application des mathématiques à la statistique et à l'économie ; Charles Porcher (physiologie) ; Marcel Aynaud (médecine et chirurgie), mention honorable à Paul Blum et Ernest Schaaf ; Roger Douris (1882-1962) (arts insalubres).
- 1931 - Pierre Caloni (statistique), mention honorable à Jean Fischer ; Hippolyte Parodi et Paul Le Rolland  (mécanique) ; Charles Dhéré (physiologie) ; Maurice Auvray (médecine et chirurgie) ; Léon Brunel (arts insalubres), mention honorable à Georges Champetier.
- 1932 - Jules Haag (mécanique) ; Henri Frédéricq (physiologie) ; Paul Chevallier (médecine) ; mention honorable à Ph. Lasseur et Andrée Dupaix ; Eugène Burlot (arts insalubres)[réf. nécessaire] ; citation à Henri Velu (médecine et chirurgie : ensemble de son travail sur le Darmous, fluorose des zones phosphatées)[59].
- 1933 - Robert Gibrat et Charles Marie (statistique) ; Jean Gautrelet (physiologie) ; Charles Cot (médecine et chirurgie), mention honorable à Paul Durand ; Auguste Darzens (arts insalubres).
- 1934 - René Swyngedauw (prix de mécanique), Rémy Collin (physiologie)[63], Paul Bruère (Prix des arts insalubres).
- 1935 - Pierre Dupin (prix de mécanique), Stefan Nicolau (physiologie[64]) et Antoine Jullien, R. Gibrat (statistique[65]) ; René Fabre (arts insalubres).
- 1936 -  Louis Bergeron (mécanique) pour ses travaux sur les machines hydrauliques ; Michel Huber (statistiques) pour l'ensemble de son oeuvre ; Georges Vanhems (physiologie), pour son essai sur la biochimie du potassium ; Léon Delhoume, prix de Médecine et Chirurgie, pour son essai sur Dupuytren[66], mention honorable à André Feil ; Paul de Graeve (arts insalubres), pour son essai sur le phosgène, et mention honorable à Jean Le Bras, pour sa contribution au pouvoir anticombustible de divers matériaux.
- 1937 - Lucien Malavard (mécanique) ; Adolphe Lesage et Marcel Moine (statistique).
- 1938 - Louis Couffignal (mécanique) ; Henri Bunle (statistique), mention honorable à Grégoire Ichok ; Maurice Fontaine (physiologie) ; Léon Binet et Georges Wellers (médecine et chirurgie).
- 1939 - André Chevallier (physiologie) ; Lucien Dautrebande (arts insalubres).
- 1940 - Henri Béghin (mécanique) pour ses travaux sur l'asservissement ; Vladimir Frolow (statistique) ; Dario Acevedo (physiologie) ; Léon Binet, Moïse Strumza et Madeleine Bochet (médecine) pour leur traitement de l’anoxémie ; Raymond Delaby (arts insalubres), mention honorable à Louis Saint-Rat.
- 1941 - Robert Mazet (mécanique) pour ses travaux sur le frottement ; Noël Fiessinger ;  Maurice Loeper (médecine et chirurgie)[67]
- 1942 - Frédéric Bremer (physiologie)
- 1943 - Pierre Depoid (statistiques) ; Pierre Chevenard (chimie)
- 1944 - Charles Kayser (physiologie)
- 1945 - Bernard Halpern (physiologie)
- 1946 - Henri Poncin (mécanique)
- 1947 - Jean Albert Grégoire (prix de mécanique)[68].
- 1949 - P. Germain, prix de mécanique
- 1950 - Kitty Ponse, physiologie
- 1953 - Maurice Marois[69], physiologie
- 1954 - Étienne Halphen[70], Eugène Morice, prix de statistique
- 1955 - Jacques Monod[71],[72], physiologie; Georges Darmois[73], prix de statistique
- 1958 - Jean-André Thomas[74], physiologie
- 1960 - Henri Cabannes[75], physicien
- 1963 - André Vessereau (statistiques)
- 1965 - Raymond Garcin, Jean Maetz (physiologie)
- 1967 - Alfred Sauvy (statistiques), pour son œuvre en statistique et économie politique ; Jean Hamburger (médecine).
- 1970 - Paul-André Meyer (statistiques), pour ses travaux sur les processus de Markov ; Maurice Sirieix (mécanique) pour ses recherches en aérodynamique ; Jean-Paul Detrie (arts insalubres), pour ses travaux sur la pollution de l'air ; Lucie Arvy (physiologie), pour ses travaux d'histochimie ; Gérard Guiot (médecine), pour ses travaux de neurochirurgie expérimentale.
- 1971 - Charles Chartier (mécanique) ; Pierre Royer (1917-1995) (Médecine et chirurgie)
- 1972 - Roland Dat, prix de mécanique ; Bernard Picinbono[76], prix de statistique
- 1974 - Christian Marchal (prix de statistique) pour ses travaux sur les jeux différentiels.
- 1975 - Jacques Caen (prix de biologie)
- 1976 - René Labbens (prix de mécanique) pour ses travaux sur les méthodes d'analyse mécanique et en particulier sur la mécanique de la rupture.
- 1978 - Jean Salençon (prix de mécanique[75]) ; Jacques Azéma (1939-2019) (statistiques) ; Pavel Afanasiev (Médecine) ; Claude Rose (physiologie) ; Marthe Deflandre-Rigaud et Arlette Moreau-Benoit (arts insalubres).
- 1979 - Jean-Pierre Revillard (Médecine), pour ses travaux d'immunologie cellulaire.
- 1980 - Albert Tortrat (prix de statistique), pour l'ensemble de ses travaux de calcul des probabilités et leurs applications ; Jean Gaviglio (mécanique) ; Jean-Marie Pleau (médecine et chirurgie), pour ses travaux sur l'hormone thymique et ses récepteurs ; Alain Rerat (physiologie), pour l'ensemble de ses recherches sur la physiologie des organes digestifs ; Roger Bonniaud (arts insalubres), pour ses travaux sur la vitrification des produits de fission.
- 1982 - Jean Delery (mécanique) pour ses travaux expérimentaux et théoriques sur l'interaction entre onde de choc et couche limite turbulente ; Pierre Bourbon (arts insalubres), pour ses travaux sur la pollution et le dosage de substances toxiques dans l'atmosphère ; Michel Imbert (physiologie), pour ses travaux sur le développement de la voie visuelle ; Jacques Hors (médecine), pour ses travaux sur la relation entre HLA et cancers
- 1984 - Jean-Michel Bismut (prix de statistiques) ; Marc Jeannerod (biologie intégrative)
- 1985 - Pierre Tiollais (prix de biologie intégrative)
- 1986 - Yves Bamberger « pour le dynamisme exceptionnel qu'il met au service des recherches en mécanique des structures »[77], Marc Yor (prix de statistiques[78])
- 1989 - Raymond Ardaillou (prix de biologie intégrative)
- 1992 - Patrick Huerre, mécanique ; Paul-Henri Romeo (prix de biologie intégrative)
- 1993 - Dominique Meyer[79], (prix de biologie intégrative)
- 1994 - Nicolas Bouleau[75] (prix de statistique), Jean Frêne (prix de mécanique)[80]
- 1996 - Gérard Ben Arous[75], prix de statistique
- 1998 - Suzanne Sara (prix de biologie intégrative) « pour ses explorations des mécanismes de la mémoire, aux niveaux intégratifs et cellulaires[81]. »
- 2002 - Rose Katz (prix de biologie intégrative) « pour ses travaux sur l’organisation des réseaux nerveux quiont fait notablement progresser nos connaissances de la moelle épinière[81]. »
- 2006 - Thierry Raclot (prix de biologie intégrative)
- 2009 - Michel Haïssaguerre (médecine)[82]
- 2010 - Carlo Petosa[81] (prix de biologie intégrative)

## Anciens prix avant la fusion de 1976
- Prix Boudenoot
- Prix Capuran
- Prix Constant-Dauguet
- Prix Dodo
- Prix Juteau-Duvigneaux
- Prix Fabien
- Prix Auguste-Furtado
- Prix Marcelin-Guérin
- Prix Halphen
- Prix de Jouy
- Prix Lafontaine
- Prix Louis-Paul-Miller
- Prix Nicolas-Missarel
- Prix Hélène-Porgès
- Prix Saint-Cricq-Theis
- Prix Sobrier-Arnould
- Prix Paul-Teissonnière
- Prix Maurice-Trubert